# Громадянська війна в Іспанії
Громадя́нська війна́ в Іспа́нії 1936—1939 (ісп. Guerra Civil Española) — громадянська війна, що велася в Іспанії з 1936 по 1939 рік між республіканцями та націоналістами. Республіканці були лояльними до уряду лівого Народного фронту Другої Іспанської республіки і складалися з різних соціалістичних, комуністичних, сепаратистських, анархістських і республіканських партій, деякі з яких виступали проти уряду в довоєнний період. Націоналістична опозиція була альянсом фалангістів, монархістів, консерваторів і традиціоналістів на чолі з військовою хунтою, в якій генерал Франсіско Франко швидко досягнув переважаючої ролі. Через тогочасний міжнародний політичний клімат війна мала багато аспектів і розглядалася як класова боротьба, релігійна боротьба, боротьба між диктатурою та республіканською демократією, між революцією та контрреволюцією, а також між фашизмом і комунізмом. За словами Клода Бауерса, посла США в Іспанії під час війни, це була «генеральна репетиція» Другої світової війни. Франкісти перемогли у війні, яка закінчилася на початку 1939 року, і правили Іспанією до смерті Франко в листопаді 1975 року.
Війна почалася після часткового провалу військового заколоту в липні 1936 року проти республіканського уряду, здійсненого групою генералів іспанських республіканських збройних сил під керівництвом генерала Еміліо Моли, який був головним планувальником і лідером, а також генерала Хосе Санхурхо, який був фігурантом. Тодішній уряд був коаліцією республіканців, яку в Кортесах підтримували комуністичні та соціалістичні партії, під керівництвом лівоцентристського президента Мануеля Асаньї. Націоналістичну групу підтримувала низка консервативних груп, зокрема CEDA, монархісти, включно з опозиційними альфонсистами, так і релігійно-консервативними карлістами, а також фашистська політична партія Falange Española de las JONS. Після смерті Санхурхо, Еміліо Моли та Мануеля Годеда Льопіса Франко став єдиним лідером націоналістів.
Заколот підтримали військові частини в Марокко, Памплоні, Бургосі, Сарагосі, Вальядоліді, Кадісі, Кордові та Севільї. Однак повстанські загони майже у всіх важливих містах — Мадриді, Барселоні, Валенсії, Більбао і Малазі — не змогли взяти їх під свій контроль, і ці міста залишилися під контролем уряду. Це призвело до військового та політичного розколу Іспанії. Заколотники та республіканський уряд боролися за контроль над країною. Сили заколотників отримували боєприпаси, солдатів і підтримку з повітря від фашистської Італії, нацистської Німеччини та Португалії, в той час як республіканська сторона отримувала підтримку від Радянського Союзу та Мексики. Інші країни, такі як Велика Британія, Франція та США, продовжували визнавати республіканський уряд, але дотримувалися офіційної політики невтручання. Незважаючи на цю політику, десятки тисяч громадян з країн, що не втручалися, брали безпосередню участь у конфлікті. Вони воювали переважно у складі прореспубліканських Інтернаціональних бригад, до яких також входили кілька тисяч вигнанців з пронаціоналістичних режимів.
Франкісти наступали зі своїх опорних пунктів на півдні та заході, захопивши більшу частину північного узбережжя Іспанії 1937 року. Вони також тримали в облозі Мадрид і територію на південь і захід від нього протягом більшої частини війни. Після того, як більша частина Каталонії була захоплена в 1938 і 1939 роках, а Мадрид відрізали від Барселони, військове становище республіканців стало безнадійним. Після падіння Барселони без опору в січні 1939 року, франкістський режим був визнаний Францією та Великою Британією в лютому 1939 року. 5 березня 1939 року, у відповідь на нібито посилення комуністичного домінування в республіканському уряді та погіршення військової ситуації, полковник Сегісмундо Касадо здійснив військовий заколот проти республіканського уряду з наміром досягти миру з франкістами. Однак ці мирні пропозиції були відкинуті Франко. Після внутрішнього конфлікту між республіканськими фракціями в Мадриді того ж місяця, Франко увійшов до столиці і 1 квітня 1939 року оголосив про перемогу. Сотні тисяч іспанців втекли до таборів біженців на півдні Франції. Ті, хто був пов'язаний з республіканцями, що програли, і залишилися в країні, зазнали переслідувань з боку франкістів-переможців. Франко встановив диктатуру, в якій всі праві партії були влиті до структури режиму Франко.
Війна стала відомою через пристрасті та політичний розкол, які вона інспірувала, а також через численні звірства, що мали місце. На території, захопленій військами Франко, відбувалися організовані чистки для зміцнення свого майбутнього режиму. Масові страти в менших масштабах також відбувалися на територіях, контрольованих республіканцями, за участю місцевої влади, що варіювалася залежно від місця їхнього здійснення.

## Передумови війни
XIX століття було неспокійною добою для Іспанії. Прихильники реформування іспанського уряду змагалися за політичну владу з консерваторами, які мали намір перешкодити проведенню таких реформ. За традицією, яка почалася з конституції 1812 року, багато лібералів прагнули обмежити владу іспанської монархії, а також створити національну державу відповідно до своєї ідеології та філософії. Реформи 1812 року були недовговічними, оскільки майже одразу були скасовані королем Фернандо VII, зупинивши дію вищезгаданої конституції. Це був кінець ліберальної Іспанської революції. Між 1814 і 1874 роками було здійснено дванадцять успішних переворотів. Було кілька спроб перебудувати політичну систему відповідно до суспільних реалій. До 1850-х років економіка Іспанії в основному базувалася на сільському господарстві. Промисловий та торговельний клас майже не розвивався. Земельна олігархія залишалася могутньою; невелика кількість людей володіла великими маєтками, які називалися латифундіями, а також усіма важливими посадами в уряді. На додаток до цих змін режиму та ієрархії, в середині століття в Іспанії відбулася низка громадянських війн, відомих як Карлістські війни. Таких війн було три: Перша карлістська війна (1833—1840), Друга карлістська війна (1846—1849) і Третя карлістська війна (1872—1876). Під час цих війн правий політичний рух, відомий як карлізм, боровся за встановлення монархічної династії під владою іншої гілки дому Бурбонів, що походила від дона інфанта Карлоса Марії Ісідро Молінського.
1868 року народні повстання призвели до повалення королеви Ізабелли II з дому Бурбонів. До повстань призвели два різні фактори: серія міських заворушень і ліберальний рух серед середнього класу та військових (на чолі з генералом Жоаном Примом), стурбованих ультраконсервативністю монархії. 1873 року наступник Ізабелли, король Амадей I зі Савойського дому, зрікся престолу через посилення політичного тиску, і була проголошена недовговічна Перша Іспанська республіка. Після реставрації Бурбонів у грудні 1874 року в опозицію до монархії ввійшли карлісти та анархісти. Алехандро Леррус, іспанський політик і лідер Радикальної республіканської партії, допоміг вивести республіканізм на перший план у Каталонії — регіоні Іспанії з власною культурною та соціальною ідентичністю, де на той час особливо гостро стояла проблема бідності. Призов до армії був суперечливою політикою, яку врешті-решт запровадив уряд Іспанії. Як засвідчив Трагічний тиждень 1909 року, обурення і опір були чинниками, які продовжували діяти і в XX столітті.

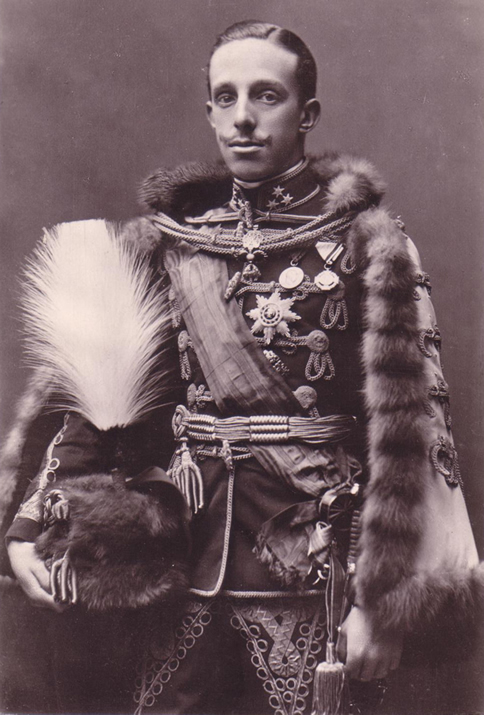
12 квітня 1931 року республіканці перемогли на виборах, і два дні потому була проголошена Друга Іспанська республіка. Король Альфонсо XIII вирушив у вигнання.

Іспанія була нейтральною країною у Першій світовій війні. Після війни широкі верстви іспанського суспільства, включно зі збройними силами, об'єдналися в надії усунути корумпований центральний уряд країни в Мадриді, але ці кола зрештою не досягли успіху. У цей період значно зросло сприйняття комунізму як головної загрози. 1923 року військовий переворот привів до влади Мігеля Прімо де Ріверу. В результаті Іспанія перейшла до режиму військової диктатури. Підтримка режиму Рівери поступово згасала, і в січні 1930 року він подав у відставку. Його замінив генерал Дамасо Беренгер, якого, в свою чергу, змінив адмірал Хуан Баутіста Аснар-Кабаньяс; обидва вони продовжили політику правління за допомогою декретів. У великих містах монархія не користувалася значною підтримкою. Як і Амадей I майже шістдесят років тому, король Іспанії Альфонсо XIII поступився народним вимогам щодо встановлення республіки 1931 року і призначив муніципальні вибори на 12 квітня того ж року. Ліві сили, такі як соціалісти та ліберальні республіканці, здобули перемогу майже у всіх столицях провінцій, і після відставки уряду Аснара Альфонсо XIII втік з країни. У цей час була утворена Друга Іспанська республіка. Ця республіка залишалася при владі аж до кульмінації громадянської війни п'ять років потому.

Революційний комітет на чолі з Нісето Алькалья Самора став тимчасовим урядом, а сам Алькалья Самора — президентом і главою держави. Республіка мала широку підтримку з боку всіх верств суспільства. У травні напад на водія таксі біля монархічного клубу спричинив антиклерикальне насильство в Мадриді та південно-західній частині країни. Повільна реакція з боку уряду розчарувала правих і зміцнила їхню думку про те, що Республіка має намір переслідувати церкву. У червні та липні Національна конфедерація праці (НКП) оголосила кілька страйків, що призвело до насильницького інциденту між членами НКП та Цивільною гвардією, а також до жорстокого розгону Цивільною гвардією та армією виступів НКП у Севільї. Це змусило багатьох робітників повірити, що Друга Іспанська республіка така ж деспотична, як і колишня монархія, і НКП оголосила про свій намір повалити її шляхом революції. Вибори в червні 1931 року повернули переважну більшість республіканцям і соціалістам. З початком Великої депресії уряд намагався допомогти сільським районам Іспанії, запровадивши восьмигодинний робочий день і перерозподіливши землеволодіння на користь сільськогосподарських робітників. Сільські робітники жили в умовах найгіршої бідності в Європі того часу, і уряд намагався збільшити їхню заробітну плату та покращити умови праці. Це відштовхнуло малих і середніх землевласників, які використовували найману працю. Закон про муніципальні кордони забороняв наймати робітників за межами місцевості, де знаходилися володіння власника. Оскільки не всі населені пункти мали достатньо робочої сили для виконання необхідних робіт, закон мав непередбачувані негативні наслідки, наприклад, іноді витісняв селян і орендарів з ринку праці, коли вони потребували додаткового заробітку як збирачі врожаю. Для регулювання заробітної плати, трудових договорів і робочого часу були створені трудові арбітражні комісії, які були більш прихильними до робітників, ніж до роботодавців, і тому останні почали вороже ставитися до них. Декрет у липні 1931 року збільшив оплату понаднормових, а кілька законів наприкінці 1931 року обмежили коло осіб, яких землевласники могли наймати на роботу. Інші заходи включали декрети, що обмежували використання машин, спроби створити монополію на наймання, страйки та зусилля профспілок обмежити зайнятість жінок, щоб зберегти монополію на працю для своїх членів. Загострювалася класова боротьба, бо землевласники перейшли на бік контрреволюційних організацій та місцевих олігархів. Страйки, крадіжки на робочому місці, підпали, пограбування та напади на крамниці, штрейкбрехерів, роботодавців і машини ставали все більш поширеними. Зрештою, реформи республікансько-соціалістичного уряду відштовхнули від себе значну частину населення.
Республіканець Мануель Асанья Діас став прем'єр-міністром уряду меншості у жовтні 1931 року. Фашизм залишався реактивною загрозою, чому сприяли суперечливі військові реформи. У грудні було проголошено нову реформістську, ліберальну та демократичну конституцію. Вона містила сильні положення, що передбачали широку секуляризацію католицької країни, яка включала скасування католицьких шкіл і благодійних організацій, проти чого виступало багато поміркованих католиків. Після того, як Установчі збори виконали свій мандат щодо затвердження нової конституції, вони мали б призначити чергові парламентські вибори і оголосити перерву в роботі. Однак, побоюючись зростання народної опозиції, радикальна і соціалістична більшість відклала чергові вибори, продовживши своє перебування при владі ще на два роки. Республіканський уряд Діаса ініціював численні реформи, спрямовані, на їхню думку, на модернізацію країни. 1932 року єзуїти, які керували найкращими школами по всій країні, були заборонені, а все їхнє майно конфісковане. Армія була скорочена. Землевласники були експропрійовані. Каталонії було надано автономію з місцевим парламентом і власним президентом. У червні 1933 року Папа Пій XI видав енцикліку Dilectissima Nobis «Про утиски Церкви в Іспанії», піднявши свій голос проти переслідування католицької церкви в Іспанії.
У листопаді 1933 року на загальних виборах перемогли праві партії. Причинними факторами стали зростання невдоволення чинним урядом, спричинене суперечливим декретом про впровадження земельної реформи та інцидентом у Касас В'єхас, а також формування правого альянсу — Іспанської конфедерації незалежних правих (CEDA). Іншим фактором стало нещодавнє надання виборчих прав жінкам, більшість з яких голосували за правоцентристські партії. Ліві республіканці намагалися змусити Нісето Алькалья Самору скасувати результати виборів, але не досягли успіху. Незважаючи на перемогу CEDA на виборах, президент Алькалья Самора відмовився запросити її лідера Жіля Робле сформувати уряд, побоюючись монархічних симпатій CEDA, і який пропонував зміни до конституції. Натомість він запросив до формування Алехандро Лерруса з Радикальної республіканської партії. Незважаючи на те, що CEDA отримала більшість голосів, їй майже рік відмовляли в наданні посад в уряді.
Події в період після листопада 1933 року, який називають «чорним дворіччям», здавалося, робили громадянську війну більш імовірною. Алехандро Леррус з Радикальної республіканської партії (РРП) сформував уряд, скасувавши зміни, зроблені попередньою адміністрацією, і амністувавши учасників невдалого повстання генерала Хосе Санхурхо в серпні 1932 року. Деякі монархісти приєдналися до тодішньої фашистсько-націоналістичної Falange Española y de las JONS («Фаланга»), щоб допомогти досягти своїх цілей. Відкрите насильство відбувалося на вулицях іспанських міст, а войовничість продовжувала зростати, що відображало рух до радикальних потрясінь, а не до мирних демократичних засобів вирішення проблеми. У грудні 1933 року у відповідь на перемогу CEDA відбулося невелике повстання анархістів, під час якого загинуло близько 100 осіб. Після року інтенсивного тиску CEDA, партія з найбільшою кількістю місць у парламенті, нарешті змогла отримати три міністерські посади. Соціалісти (ІСРП) і комуністи відреагували на це повстанням, до якого вони готувалися дев'ять місяців. Заколот переріс у криваве революційне повстання, спрямоване проти чинного ладу. Досить добре озброєним революціонерам вдалося захопити всю провінцію Астурія, вбити численних поліцейських, священнослужителів і мирних жителів, а також зруйнувати релігійні споруди, в тому числі церкви, монастирі та частину університету в Ов'єдо. Повстанці на окупованих територіях проголосили революцію для робітників і скасували чинну валюту. Повстання було придушене за два тижні іспанським флотом та іспанською республіканською армією, причому остання використовувала переважно маврські колоніальні війська з іспанського Марокко. Асанья того дня перебував у Барселоні, і уряд Лерруса-CEDA намагався звинуватити його у причетності до заколоту. Його заарештували і звинуватили у співучасті. Насправді Асанья не мав жодного стосунку до повстання і був звільнений з в'язниці в січні 1935 року.
Піднявши повстання, соціалісти-неанархісти, як і анархісти, продемонстрували свою переконаність у нелегітимності існуючого політичного ладу. Іспанський історик Сальвадор де Мадаріага, прихильник Асаньї та затятий опонент Франсіско Франко у вигнанні, виступив з різкою критикою участі лівих у повстанні: «Повстання 1934 року не можна пробачити. Аргумент, що пан Жіль Робле намагався знищити Конституцію, щоб встановити фашизм, був одночасно лицемірним і неправдивим. Після повстання 1934 року іспанські ліві втратили навіть тінь морального права засуджувати повстання 1936 року».
Скасування земельної реформи призвела до вигнань, звільнень і довільних змін умов праці в центральній і південній сільській місцевості 1935 року, причому поведінка землевласників часом доходила до «справжньої жорстокості», з насильством проти сільськогосподарських робітників і соціалістів, що призвело до кількох смертельних випадків. Один історик стверджував, що поведінка правих у селі на півдні країни була однією з головних причин ненависті під час Громадянської війни і, можливо, навіть самої Громадянської війни. Землевласники знущалися з робітників, кажучи, що якщо вони голодують, то нехай «йдуть їсти Республіку!». Власники звільняли лівих робітників і ув'язнювали профспілкових і соціалістичних активістів, а зарплати були знижені до «голодного рівня».
1935 року уряд, очолюваний Радикальною республіканською партією, пережив низку криз. Президент Нісето Алькалья Самора, який вороже ставився до цього уряду, призначив нові вибори. На загальних виборах 1936 року Народний фронт з невеликою перевагою переміг. Революційні ліві маси вийшли на вулиці і звільнили в'язнів. За тридцять шість годин після виборів шістнадцять осіб було вбито (переважно поліцейськими, які намагалися підтримувати порядок або втрутитися в жорстокі сутички) і тридцять дев'ять дістали серйозні поранення. Крім того, п'ятдесят церков і сімдесят консервативних політичних центрів зазнали нападів або були підпалені. Мануель Асанья Діас був покликаний сформувати уряд до завершення виборчого процесу. Незабаром він замінив Самору на посаді президента, скориставшись конституційною лазівкою. Переконавшись, що ліві більше не бажають дотримуватися верховенства права і що їхнє бачення Іспанії перебуває під загрозою, праві відмовилися від парламентського варіанту і почали планувати повалення республіки, а не контроль над нею.
Ліві соціалісти ІСРП почали діяти. Хуліо Альварес дель Вайо говорив про «перетворення Іспанії на соціалістичну республіку в союзі з Радянським Союзом». Франсиско Ларго Кабальєро заявив, що «організований пролетаріат понесе все перед собою і знищить все, поки ми не досягнемо нашої мети». Країна швидко занурювалася в анархію. Навіть переконаний соціаліст Індалесіо Прієто на партійному мітингу в Куенці в травні 1936 року скаржився: «Ми ніколи не бачили такої трагічної панорами і такого великого краху, як в Іспанії в цей момент. За кордоном Іспанію класифікують як недієздатну. Це шлях не до соціалізму чи комунізму, а до відчайдушного анархізму, який не має навіть переваги свободи». Розчарування правлінням Асаньї також висловлював Мігель де Унамуно, республіканець і один з найповажніших іспанських інтелектуалів, який у червні 1936 року сказав репортерові, який опублікував його заяву в газеті El Adelanto, що президент Мануель Асанья повинен покінчити життя самогубством «в якості патріотичного акту».

За словами Стенлі Пейна, до липня 1936 року ситуація в Іспанії значно погіршилася. Іспанські коментатори говорили про хаос і підготовку до революції, іноземні дипломати готувалися до можливості революції, а серед тих, кому загрожувала небезпека, розвивався інтерес до фашизму. Пейн стверджує, що до липня 1936 року:
"Часті відверті порушення закону, посягання на власність і політичне насильство в Іспанії були безпрецедентними для сучасної європейської країни, яка не переживає тотальної революції. Це були масові, іноді насильницькі і руйнівні хвилі страйків, масштабні незаконні захоплення сільськогосподарських земель на півдні, хвиля підпалів і знищення майна, свавільне закриття католицьких шкіл, захоплення церков і католицької власності в деяких районах, широкомасштабна цензура, тисячі довільних арештів, фактична безкарність за злочинні дії членів партій Народного фронту, маніпуляції та політизація правосуддя, свавільний розпуск правих організацій, примусові вибори в Куенці та Гранаді, які виключили будь-яку опозицію, підривна діяльність сил безпеки та значне зростання політичного насильства, що призвело до загибелі понад трьохсот людей. Більше того, оскільки місцеві та провінційні органи влади на більшій частині країни були захоплені силою, декретом уряду, а не в результаті виборів, вони мали тенденцію до примусу, подібного до того, як місцеві органи влади були захоплені італійськими фашистами на півночі Італії влітку 1922 року. Проте станом на початок липня центристська і права опозиція в Іспанії залишалася розділеною і безсилою".— Palacios, Jesús (2014). Franco : a personal and political biography. Madison, Wisconsin. ISBN 978-0-299-30210-8. OCLC 872562093.
Лая Бальселльс зазначає, що поляризація в Іспанії напередодні заколоту була настільки сильною, що фізичні зіткнення між лівими і правими були звичайним явищем у більшості населених пунктів; за шість днів до заколоту в провінції Теруель відбулися заворушення між ними. Бальселльс зазначає, що іспанське суспільство було настільки розділене на лівих і правих, що монах Гіларі Рагуер заявив, що в його парафії замість того, щоб грати в «поліцейських і грабіжників», діти іноді грали в «лівих і правих». Протягом першого місяця правління Народного фронту було відсторонено майже чверть губернаторів провінцій через їхню нездатність запобігти або контролювати страйки, незаконне захоплення землі, політичне насильство і підпали. Уряд Народного фронту був більш схильний переслідувати правих за насильство, ніж лівих, які вчиняли подібні дії. Асанья не наважувався використовувати армію для розстрілу або для затримання бунтівників чи протестувальників, оскільки багато хто з них підтримував його коаліцію. З іншого боку, він не хотів роззброювати військових, оскільки вважав, що вони потрібні йому, щоб зупинити повстання крайніх лівих. Незаконне захоплення землі набуло широкого розповсюдження — бідні фермери-орендарі знали, що уряд не схильний їх зупиняти. До квітня 1936 року майже 100 000 селян привласнили 400 000 гектарів землі, а до початку громадянської війни, можливо, до 1 мільйона гектарів; для порівняння, земельна реформа 1931-33 років надала лише 45 000 гектарів для 6000 селян. З квітня по липень відбулося стільки ж страйків, скільки за весь 1931 рік. Робітники дедалі частіше вимагали менше роботи і більше зарплати. «Соціальні злочини» — відмова платити за товари та оренду — ставали все більш поширеним явищем серед робітників, особливо в Мадриді. У деяких випадках це робилося в компанії озброєних бойовиків. Консерватори, середній клас, бізнесмени і землевласники були переконані, що революція вже почалася.
Прем'єр-міністр Сантьяго Касарес Кірога проігнорував попередження про військову змову за участю кількох генералів, які вирішили, що уряд потрібно замінити, щоб запобігти розпаду Іспанії. Обидві сторони були переконані, що якщо інша сторона отримає владу, вона буде дискримінувати їхніх членів і намагатиметься придушити їхні політичні організації.

## Військовий заколот

### Передумови

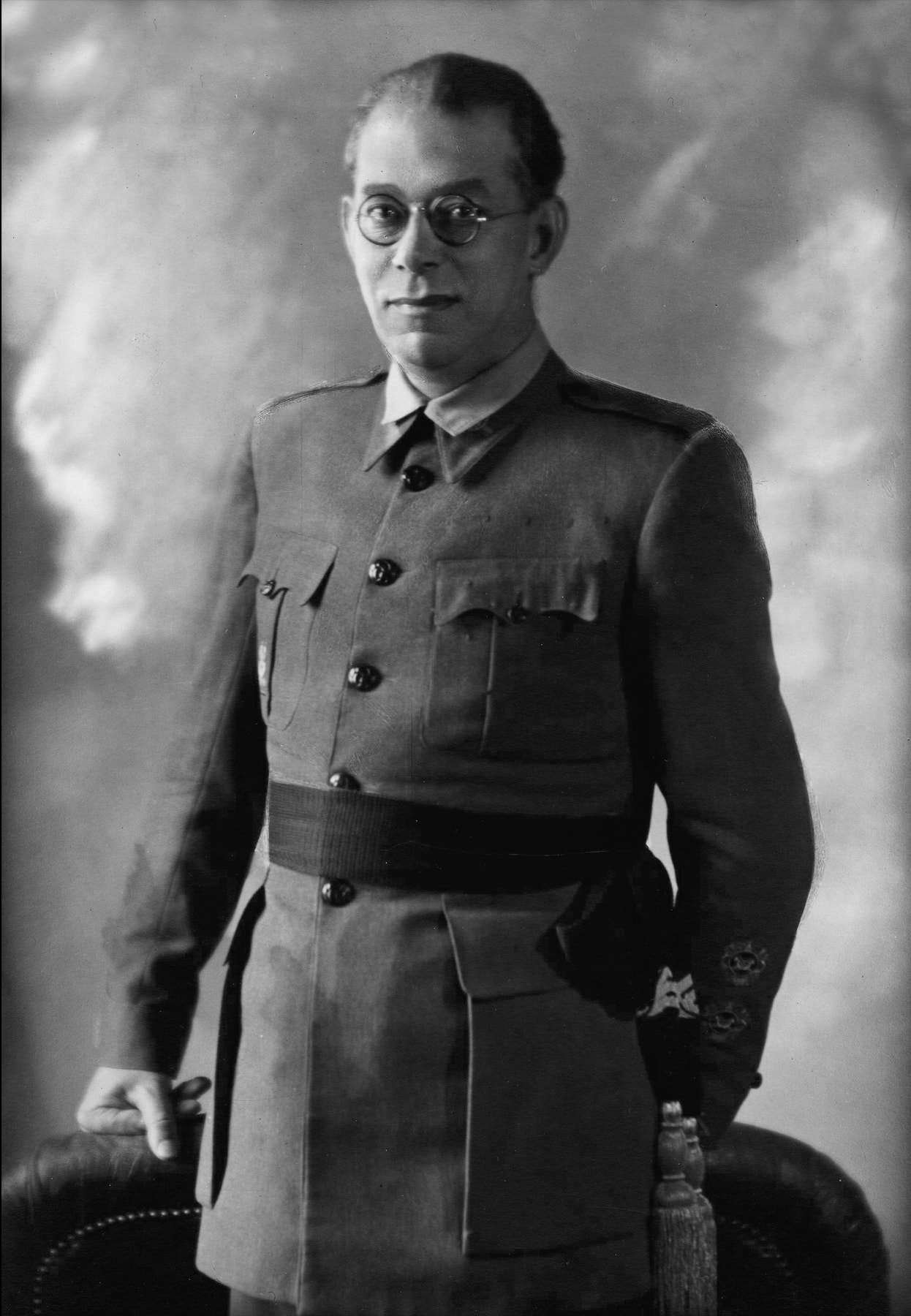
Генерал Еміліо Мола, головний планувальник перевороту.

Невдовзі після перемоги Народного фронту на виборах 1936 року різні групи офіцерів, як діючих, так і відставних, зібралися разом, щоб почати обговорювати перспективу перевороту. Лише наприкінці квітня генерал Еміліо Мола стане лідером національної мережі змовників. Республіканський уряд вжив заходів, щоб усунути підозрілих генералів з впливових посад. Франко був звільнений з посади начальника штабу і переведений до командування Канарськими островами. Мануель Годед Льопіс був зміщений з посади генерал-інспектора і призначений генералом на Балеарських островах. Еміліо Мола був переведений з посади командувача Африканської армії на посаду військового коменданта Памплони в Наваррі. Це, однак, дозволило Молі керувати повстанням на материку. Генерал Хосе Санхурхо став керівником операції і допоміг досягти угоди з карлістами. Мола був головним планувальником і другою особою в командуванні. Хосе Антоніо Прімо де Рівера був ув'язнений в середині березня, щоб обмежити діяльність Фаланги. Однак дії уряду не були настільки ретельними, наскільки вони могли б бути, а попередження директора служби безпеки та інших діячів не були почуті.
Повстання було позбавлене будь-якої конкретної ідеології. Головною метою було покласти край анархічному безладу. План Моли щодо нового режиму передбачав «республіканську диктатуру» за зразком Португалії Салазара і напівплюралістичний авторитарний режим, а не тоталітарну фашистську диктатуру. Першим урядом стане повністю військова «Директорія», яка створить «сильну і дисципліновану державу». Генерал Санхурхо очолив би цей новий режим, оскільки користувався широкою популярністю і повагою серед військових, хоча його посада була б значною мірою символічною через відсутність у нього політичного таланту. Дію Конституції 1931 року буде призупинено, на зміну їй прийде новий «установчий парламент», який обиратиметься новим політично очищеним електоратом, що голосуватиме за республіку чи монархію. Певні ліберальні елементи, такі як відокремлення церкви від держави та свобода віросповідання, залишаться. Аграрні питання вирішуватимуться регіональними комісарами на основі дрібних господарств, але за певних обставин буде дозволено колективний обробіток землі. Законодавство, прийняте до лютого 1936 року, збереже свою силу. Для знищення опозиції перевороту буде застосовано насильство, хоча, здається, Мола не передбачав масових звірств і репресій, які в кінцевому підсумку проявляться під час громадянської війни. Особливе значення для Моли мало забезпечення того, щоб повстання було в основі своїй справою армії, яка не підпорядковувалася б особистим інтересам, і щоб переворот зробив збройні сили основою нової держави. Однак про відокремлення церкви від держави забули, коли конфлікт набув виміру релігійної війни, а військова влада дедалі більше покладалася на церкву і на вираження католицьких настроїв. Програма Моли була розпливчастою і являла собою лише грубий ескіз, а серед путчистів існували розбіжності щодо їхнього бачення Іспанії.

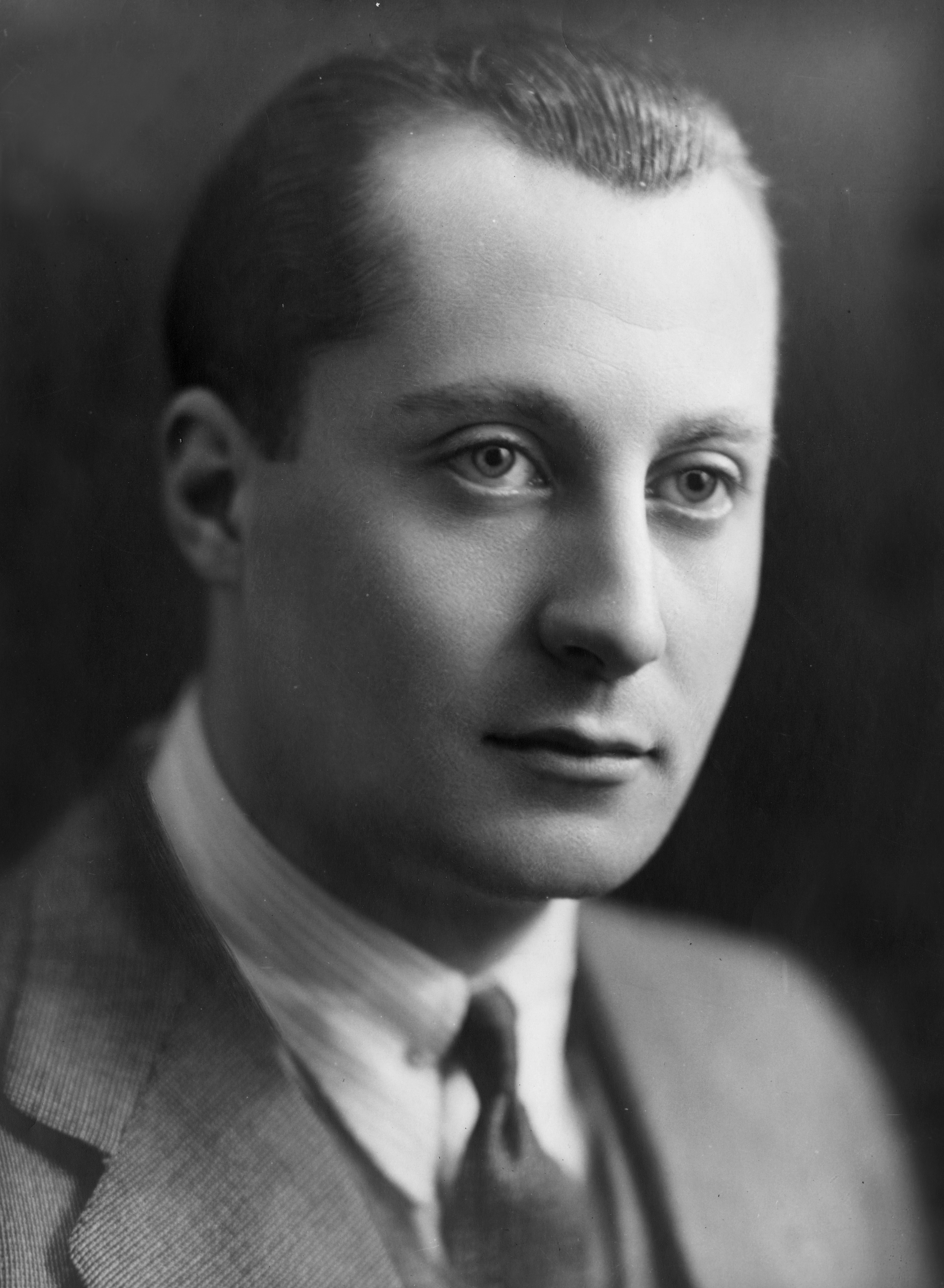
Хосе Антоніо Прімо де Рівера, засновник Іспанської фаланги, страчений республіканцями у листопаді 1936 року в Аліканте.

12 червня прем'єр-міністр Касарес Кірога зустрівся з генералом Хуаном Ягуе, який обманом переконав Касареса у своїй лояльності до республіки. Мола почав серйозно планувати ще навесні. Франко був ключовим гравцем завдяки своєму авторитету як колишнього директора військової академії і людини, яка придушила страйк астурійських шахтарів 1934 року. Його поважали в Африканській армії, найжорсткішому підрозділі армії. Він написав загадкового листа Касаресу 23 червня, припускаючи, що військові нелояльні, але їх можна стримати, якщо його поставити на чолі. Касарес нічого не зробив, не заарештувавши і не підкупивши Франко. За допомогою агентів британської розвідки Сесіла Бебба і Г'ю Полларда повстанці зафрахтували літак Dragon Rapide (оплачений за допомогою Хуана Марча, найбагатшої людини Іспанії того часу), щоб перевезти Франко з Канарських островів до іспанського Марокко. Літак вилетів на Канари 11 липня, а Франко прибув до Марокко 19 липня. За словами Стенлі Пейна, Франко запропонували цю посаду, оскільки плани Моли щодо перевороту ставали дедалі складнішими і не виглядало так, що він буде таким швидким, як той сподівався, натомість, швидше за все, перетвориться на мініатюрну громадянську війну, яка триватиме кілька тижнів. Таким чином, Мола дійшов висновку, що військ в Іспанії недостатньо для виконання завдання, і що необхідно буде залучити елітні підрозділи з Північної Африки — те, що Франко завжди вважав необхідним зробити.

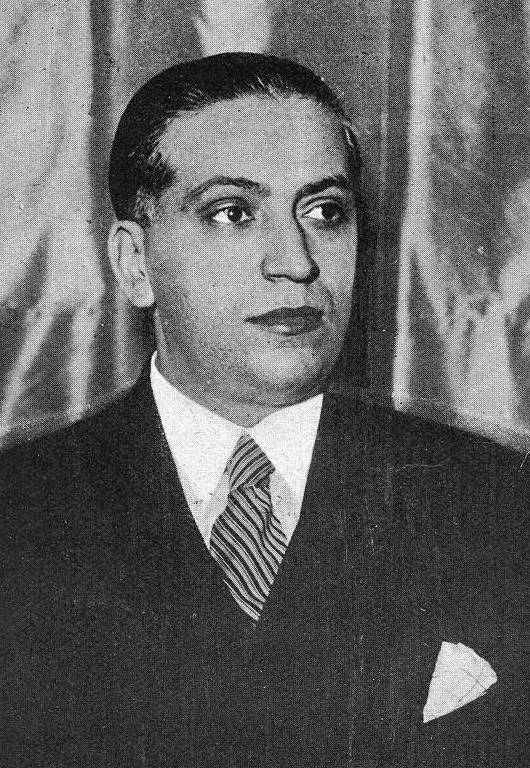
Вбивство провідного парламентського консерватора Хосе Кальво Сотело стало головним каталізатором перевороту.

12 липня 1936 року фалангісти в Мадриді вбили офіцера поліції лейтенанта Хосе Кастільйо з Гвардії де Асальто (Штурмової гвардії). Кастільйо був членом Соціалістичної партії, який, серед іншого, проводив військову підготовку для молоді Загального союзу трудящих (UGT). Кастільйо очолював Штурмову гвардію, яка жорстоко придушила заворушення після похорону лейтенанта Цивільної гвардії Анастасіо де лос Рейеса. (Лос Рейес був застрелений анархістами під час військового параду 14 квітня на честь п'ятиріччя Республіки).
Капітан Штурмової гвардії Фернандо Кондес був близьким другом Кастільйо. Наступного дня, отримавши дозвіл міністра внутрішніх справ на незаконний арешт зазначених членів парламенту, він очолив свій загін, щоб заарештувати Хосе Марію Хіль-Роблес-і-Кіньйонеса, засновника CEDA, як помсту за вбивство Кастільйо. Але його не було вдома, тому вони пішли до будинку Хосе Кальво Сотело, провідного іспанського монархіста і відомого парламентського консерватора. Луїс Куенка, член групи затримання і соціаліст, відомий як охоронець лідера ІСРП Індалесіо Прієто, стратив Кальво Сотело, вистріливши йому в потилицю. Г'ю Томас робить висновок, що Кондес мав намір заарештувати Сотело, а Куенка діяв за власною ініціативою, хоча він визнає, що інші джерела заперечують цей висновок.
Почалися масові репресії. Вбивство Кальво Сотело за участі поліції викликало підозри та різку реакцію серед правих опонентів уряду. Хоча націоналістичні генерали вже планували повстання, ця подія стала каталізатором і публічним виправданням перевороту. Стенлі Пейн стверджує, що до цих подій ідея повстання армійських офіцерів проти уряду ослабла; Мола підрахував, що лише 12 % офіцерів дійсно підтримували переворот і в якийсь момент розглядав можливість втечі з країни, побоюючись, що він вже скомпрометований, і його співучасники змови повинні були переконати його залишитися. Однак викрадення і вбивство Сотело перетворило «кульгаву змову» на повстання, яке могло спровокувати громадянську війну. Свавільне застосування державою смертоносної сили і відсутність дій проти нападників призвели до суспільного осуду влади. Не було вжито жодних ефективних каральних, судових чи навіть слідчих заходів; Пейн вказує на можливе вето з боку соціалістів в уряді, які прикривали вбивць, яких набрали з їхніх лав. Вбивство парламентського лідера державною поліцією було безпрецедентним, і віра в те, що держава перестала бути нейтральною і може ефективно виконувати свої обов'язки, підштовхнула важливі сектори правих сил приєднатися до повстання. За кілька годин після того, як Франко дізнався про вбивство і реакцію на нього, він змінив свою думку про повстання і надіслав Молі послання, щоб продемонструвати свою тверду прихильність.
Соціалісти і комуністи на чолі з Індалесіо Прієто вимагали роздати людям зброю до того, як військові візьмуть владу в свої руки. Однак прем'єр-міністр вагався.

### Початок заколоту
| Початкова територія під контролем заколотників – липень 1936 Просування заколотників до вересня 1936 Просування заколотників до жовтня 1937 Просування заколотників до листопада 1938 Просування заколотників до лютого 1939 Останні території під контролем республіканців Основні центри заколотників Основні центри республіканців | Сухопутні битви Морські битви Бомбардування міст Концентраційні табори Масові вбивства Табори біженців |

Загальна мапа громадянської війни в Іспанії (1936–39).
Початкова територія під контролем заколотників – липень 1936
Просування заколотників до вересня 1936
Просування заколотників до жовтня 1937
Просування заколотників до листопада 1938
Просування заколотників до лютого 1939
Останні території під контролем республіканців Основні центри заколотників
Основні центри республіканців
Сухопутні битви
Морські битви
Бомбардування міст
Концентраційні табори
Масові вбивства
Табори біженців

Повстання було призначено на 17 липня о 17:01, на що погодився лідер карлістів Мануель Фаль Конде. Однак час було змінено — війська в протектораті Марокко мали повстати о 05:00 18 липня, а в самій Іспанії — на день пізніше, щоб забезпечити контроль над іспанським Марокко і відправити війська на Піренейський півострів, щоб злитися з тамтешніми повстаннями. Повстання мало стати швидким державним переворотом, але уряд зберіг контроль над більшою частиною країни.
Контроль над іспанським Марокко був майже гарантований. План був розкритий в Марокко 17 липня, що спонукало змовників негайно його реалізувати. Опір був незначним. Повстанці розстріляли 189 осіб. Годед і Франко негайно взяли під свій контроль острови, на які вони були призначені. 18 липня Касарес Кірога відмовився від пропозиції допомоги з боку НКТ та Загального союзу трудящих (UGT), що призвело до оголошення загального страйку та, по суті, мобілізації. Вони відкрили схованки зі зброєю, деякі з яких були закопані ще з часів повстань 1934 року, і сформували загони ополченців. Воєнізовані сили безпеки часто чекали на результат дій ополченців, перш ніж приєднатися до повстання або придушити його. Швидких дій повстанців або анархістських ополченців часто було достатньо, щоб вирішити долю міста. Генерал Гонсало Кейпо де Льяно відстояв Севілью для повстанців, заарештувавши низку інших офіцерів.

### Підсумок
Повстанцям не вдалося взяти жодного великого міста, за винятком Севільї, яка стала пунктом висадки для Африканських військ Франко, та переважно консервативних і католицьких районів Кастилії-ла-В'єха і Леона, які швидко впали. Вони взяли Кадіс за допомогою перших військ з Африки.
Уряд зберіг контроль над Малагою, Хаеном та Альмерією. У Мадриді повстанці взяли в облогу Куартель-де-ла-Монтана, яка впала зі значним кровопролиттям. Лідера республіканців Касареса Кірогу замінив Хосе Хіраль, який наказав роздати зброю цивільному населенню. Це сприяло поразці армійського повстання в головних промислових центрах, включаючи Мадрид, Барселону і Валенсію, але дозволило анархістам взяти під контроль Барселону, а також значні території Арагону і Каталонії. Генерал Годед здався в Барселоні і пізніше був засуджений до смертної кари. Республіканський уряд зрештою контролював майже все східне узбережжя і центральну частину Мадрида, а також більшу частину Астурії, Кантабрії і частину Країни Басків на півночі.
Г'ю Томас припускає, що громадянська війна могла б закінчитися на користь однієї зі сторін майже відразу, якби під час першого перевороту були прийняті певні рішення. Томас стверджує, що якби уряд вжив заходів для озброєння робітників, вони, ймовірно, змогли б придушити переворот дуже швидко. І навпаки, якби переворот піднявся по всій Іспанії 18-го числа, а не відкладався, він міг би перемогти вже 22-го. Хоча ополченці, які вийшли назустріч повстанцям, часто були ненавченими і погано озброєними (мали лише невелику кількість пістолетів, рушниць і динаміту), це компенсувалося тим фактом, що повстання не було всезагальним. Крім того, фалангісти і карлісти самі часто не були особливо сильними бійцями. Однак до перевороту приєдналося достатньо офіцерів і солдатів, щоб запобігти його швидкому придушенню.
Повстанці називали себе Nacionales, що зазвичай перекладається як «націоналісти», хоча в даному контексті це означає «справжні іспанці», а не націоналістичну справу. Результатом перевороту стала зона контролю націоналістів, що охопила 11 мільйонів з 25-мільйонного населення Іспанії. Націоналісти заручилися підтримкою близько половини територіальної армії Іспанії, близько 60 000 чоловік, до якої приєдналася Африканська армія, що складалася з 35 000 чоловік, і трохи менше половини сил мілітаристської поліції Іспанії — Штурмової гвардії, Цивільної гвардії і карабінерів. Республіканці мали менше половини гвинтівок і близько третини кулеметів та артилерії.
Армія республіканців мала лише 18 танків досить сучасної конструкції, а націоналісти взяли під контроль 10. Військово-морський потенціал був нерівномірним: республіканці зберігали чисельну перевагу, але на боці націоналістів були вищі командири флоту і два найсучасніші кораблі — важкі крейсери «Канаріас» і «Балеарес», захоплені на верфі у Ферролі. Республіканські військово-морські сили страждали від тих же проблем, що й армія — багато офіцерів дезертирували або були вбиті при спробі дезертирства. Дві третини військово-повітряного потенціалу було збережено урядом, проте всі республіканські військово-повітряні сили були дуже застарілими.

## Учасники
Прихильники республіканців представляли війну як боротьбу між тиранією і свободою, а прихильники націоналістів — як боротьбу комуністичних і анархістських червоних орд проти християнської цивілізації. Націоналісти також стверджували, що вони приносять безпеку і керованість у некеровану і беззаконну країну. Іспанська політика, особливо зліва, була досить фрагментованою: з одного боку, соціалісти і комуністи підтримували республіку, а з іншого — анархісти під час республіки мали неоднозначну позицію, хоча обидві основні групи виступали проти націоналістів під час Громадянської війни; останні, навпаки, були об'єднані своєю палкою опозицією до республіканського уряду і представляли більш єдиний фронт.
Переворот розділив збройні сили досить рівномірно. За однією з історичних оцінок, лояльних до уряду військ було близько 87 000, а близько 77 000 приєдналися до повстанців, хоча деякі історики вважають, що цифру націоналістів слід переглянути в бік збільшення, і що вона, ймовірно, становила близько 95 000 осіб.
Протягом перших кількох місяців до обох армій у великій кількості приєдналися добровольці: націоналісти — близько 100 000 чоловік, республіканці — близько 120 000. З серпня обидві сторони запустили свої власні, подібні за масштабами, схеми призову, що призвело до подальшого масового зростання їхніх армій. Нарешті, в останні місяці 1936 року прибули іноземні війська: Інтернаціональні бригади приєдналися до республіканців, а Італійський експедиційний корпус, німецький легіон Кондор і португальський легіон Віріатос — до націоналістів. В результаті у квітні 1937 року в лавах республіканців налічувалося близько 360 000 солдатів, а в лавах націоналістів — близько 290 000.

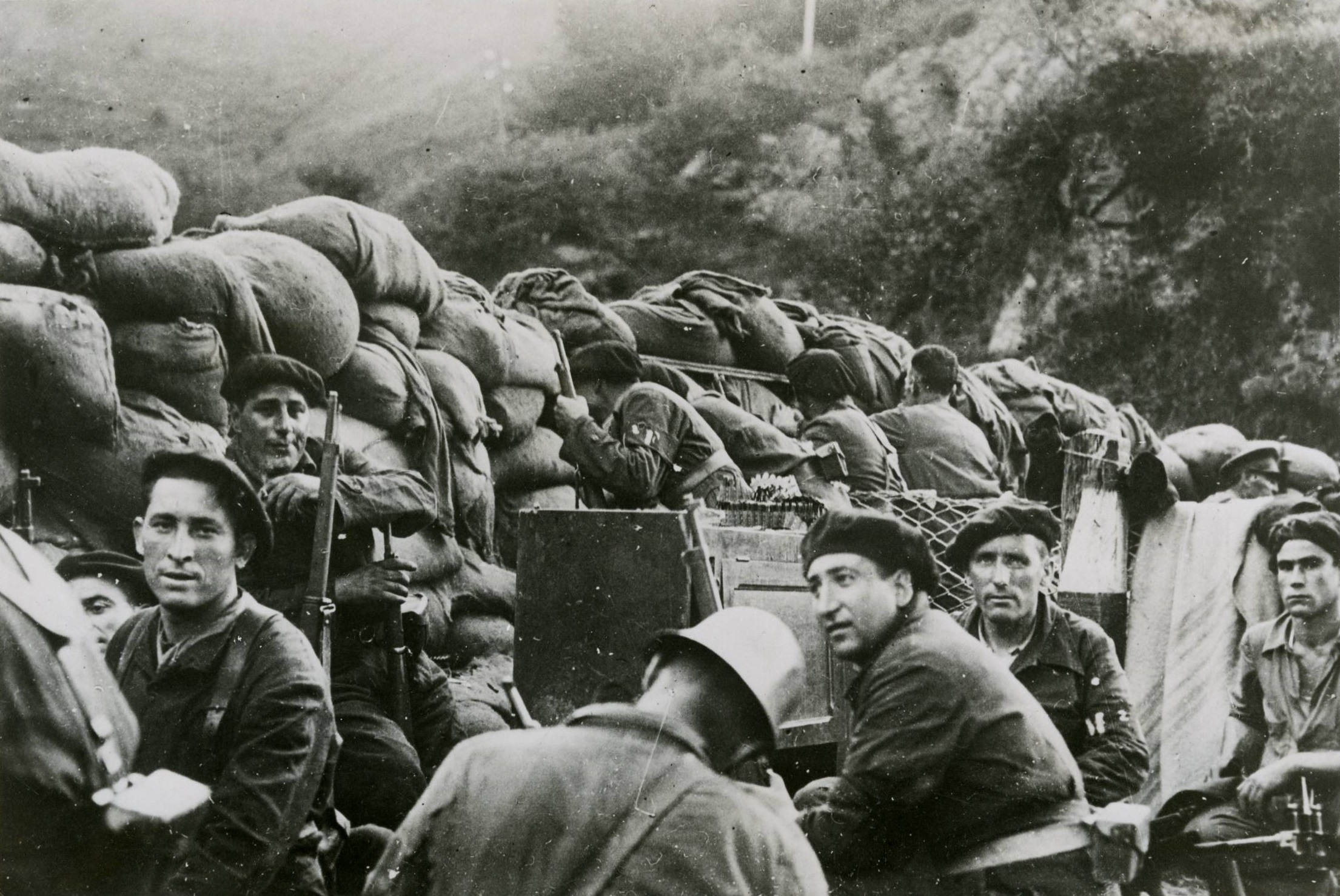
Війська республіканців під час битви за Ірун, 1936 рік

Армії продовжували зростати. Основним джерелом поповнення була військова повинність; обидві сторони продовжували і розширювали свої схеми, причому націоналісти проводили призов більш агресивно, а для добровольців залишалося мало місця. Іноземці мало сприяли подальшому зростанню; з боку націоналістів італійці зменшили свою участь, тоді як з боку республіканців приплив нових інтербригад не покривав втрат на фронті. На межі 1937—1938 років кожна армія налічувала близько 700 000 осіб.
Протягом 1938 року головним, якщо не єдиним джерелом поповнення був призов; на цьому етапі республіканці проводили призов більш агресивно, і лише 47 % їхніх бійців були у віці, що відповідав призовному віку націоналістів. Напередодні битви при Ебро республіканці досягли свого історичного максимуму — трохи більше 800 000, тоді як націоналісти налічували 880 000. Битва при Ебро, падіння Каталонії та розвал дисципліни призвели до значного скорочення республіканських військ. Наприкінці лютого 1939 року їхня армія налічувала 400 000 осіб, тоді як націоналістів було вдвічі більше. На момент остаточної перемоги націоналісти мали під своїм командуванням понад 900 000 солдатів.
Загальна кількість іспанців, які служили в республіканських військах, офіційно становила 917 000; пізніші наукові праці оцінюють цю кількість у «значно більше 1 мільйона чоловіків», хоча попередні дослідження стверджували, що загальна кількість республіканців становила 1,75 мільйона (включно з неіспанцями). Загальна кількість іспанців, які служили в націоналістичних підрозділах, оцінюється в «майже 1 мільйон чоловіків», хоча в більш ранніх роботах стверджувалося, що загальна кількість націоналістів становила 1,26 мільйона (включно з неіспанцями).

### Республіканці
Лише дві країни відкрито і повністю підтримували Республіку: Мексика і СРСР. Від них, особливо від СРСР, республіка отримувала дипломатичну підтримку, добровольців, зброю та транспорт. Інші країни залишалися нейтральними; цей нейтралітет зіткнувся з серйозною опозицією з боку прихильників у Сполучених Штатах і Великій Британії, меншою мірою в інших європейських країнах і з боку марксистів у всьому світі. Це призвело до формування Інтернаціональних бригад — тисяч іноземців усіх національностей, які добровільно вирушили до Іспанії, щоб допомогти Республіці у боротьбі; вони мали велике значення для морального духу, але у військовому плані були не дуже значущими.

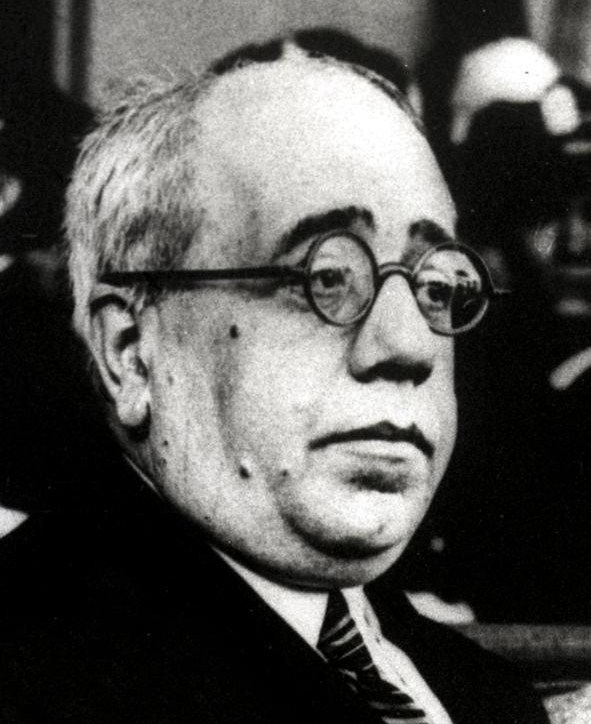
Мануель Асанья — інтелектуальний лідер Другої республіки і керівник республіканської сторони протягом більшої частини Громадянської війни.

Прихильники Республіки в Іспанії варіювалися від центристів, які підтримували помірковану капіталістичну ліберальну демократію, до революційних анархістів, які виступали проти Республіки, але стали на її бік проти сил перевороту. Їхньою базою були переважно світські та міські жителі, але вони також включали безземельних селян і були особливо сильними в промислових регіонах, таких як Астурія, Країна Басків і Каталонія.
Прихильники називали цю фракцію по-різному: «лоялісти», «республіканці», «Народний фронт» або «уряд» — всі партії; та/або «червоні» — їхні опоненти. Республіканців підтримували міські, сільськогосподарські робітники та частина середнього класу.

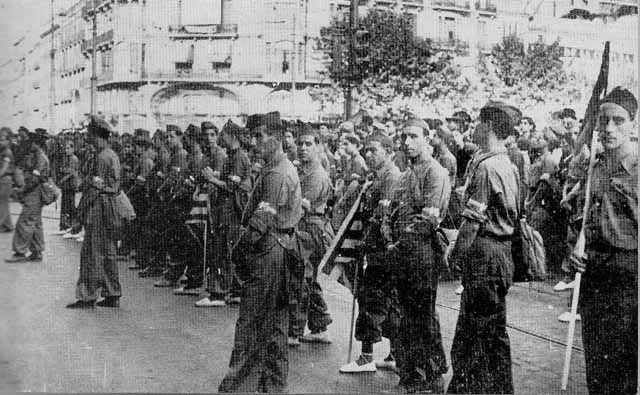
Республіканські добровольці у Теруелі, 1936 рік

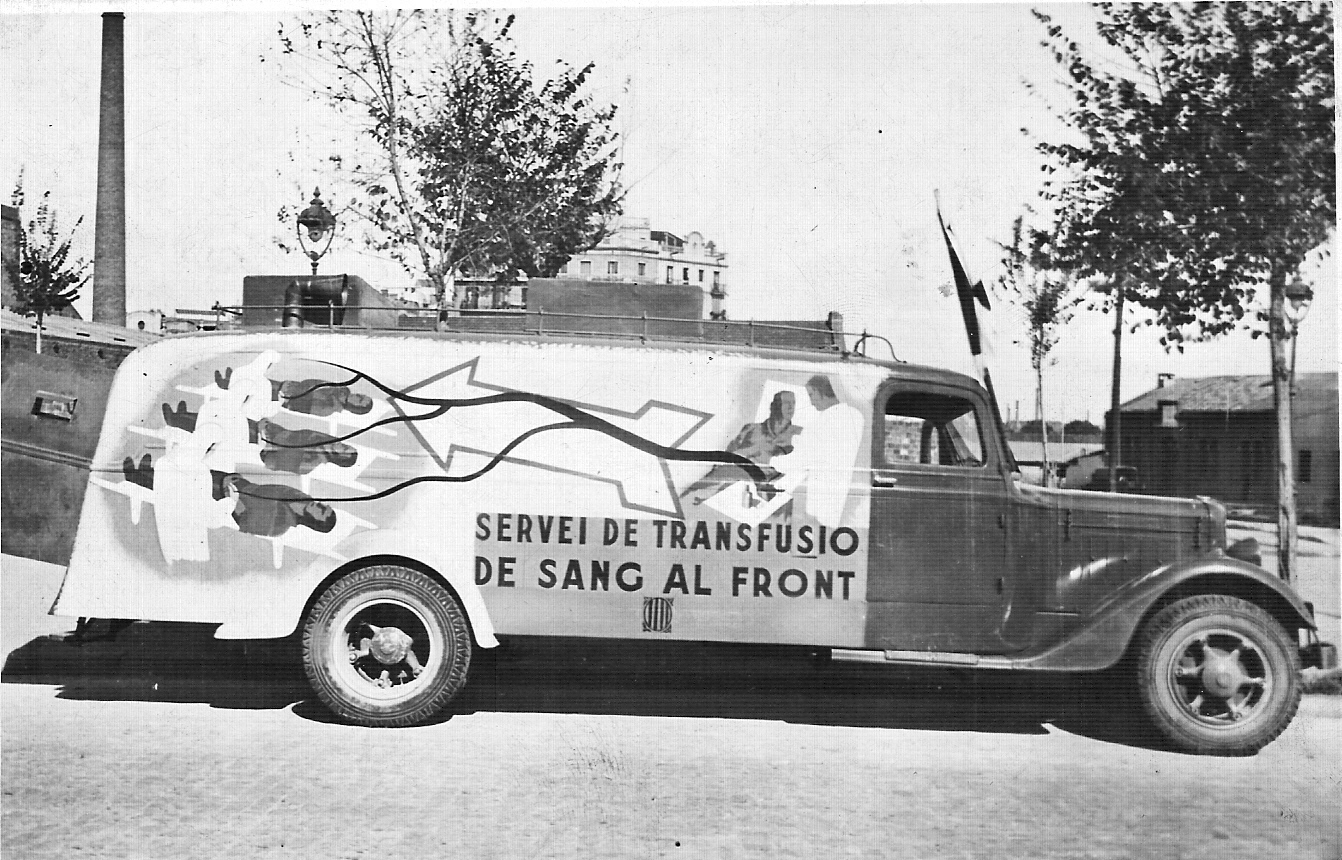
Мобільна служба переливання крові для операцій на передовій у Каталонії.

Консервативна, сильно католицька Країна Басків, разом з католицькою Галісією і більш лівою Каталонією, прагнула автономії або незалежності від центрального уряду Мадрида. Республіканський уряд допустив можливість самоврядування для цих двох регіонів, сили яких були зібрані в рамках Народної республіканської армії, яка була реорганізована в змішані бригади після жовтня 1936 року.
На боці республіканців воювало кілька відомих людей, таких як англійський письменник Джордж Орвелл (який написав книгу «Данина Каталонії» (1938) про свій досвід війни) і канадський торакальний хірург Норман Бетюн, який розробив мобільну службу переливання крові для операцій на фронті. Сімона Вейль недовго воювала спільно з анархістськими колонами Буенавентури Дурруті.
На початку війни республіканці переважали націоналістів у десять разів, але до січня 1937 року ця перевага скоротилася до чотирьох до одного.

### Націоналісти
Націоналісти, яких також називали «повстанцями», або, за словами опонентів, «франкістами» чи «фашистами», боялися національної роздробленості і виступали проти сепаратистських рухів. Їх головним чином визначав антикомунізм, який стимулював різноманітні або протилежні рухи, такі як фалангісти та монархісти. Їхні лідери, як правило, мали більш заможне, консервативне, монархічне, землевласницьке походження.
Націоналістична сторона включала карлістів і альфонсистів, іспанських націоналістів, фашистську «Фалангу», а також більшість консерваторів і монархічних лібералів. Практично всі націоналістичні групи мали сильні католицькі переконання і підтримували місцеве іспанське духовенство. До націоналістів належала більшість католицького духовенства і практиків (за межами регіону Басків), важливі елементи армії, більшість великих землевласників і багато бізнесменів. Основу націоналістів становили середні класи, консервативні селяни-дрібні власники на Півночі і католики в цілому. Підтримка католиків стала особливо помітною внаслідок спалення церков і вбивств священиків у більшості лівих зон протягом перших шести місяців війни. До середини 1937 року католицька церква офіційно благословила режим Франко; релігійний запал був головним джерелом емоційної підтримки націоналістів під час громадянської війни. Майкл Зайдманн повідомляє, що побожні католики, такі як студенти семінарії, часто йшли воювати добровольцями і гинули на війні у непропорційно великій кількості. Католицька сповідь очищала солдатів від моральних сумнівів і підвищувала боєздатність; республіканські газети описували націоналістичних священиків як лютих у бою, а Індалесіо Прієто зауважив, що ворогом, якого він найбільше боявся, був «карліст, який щойно прийняв причастя».

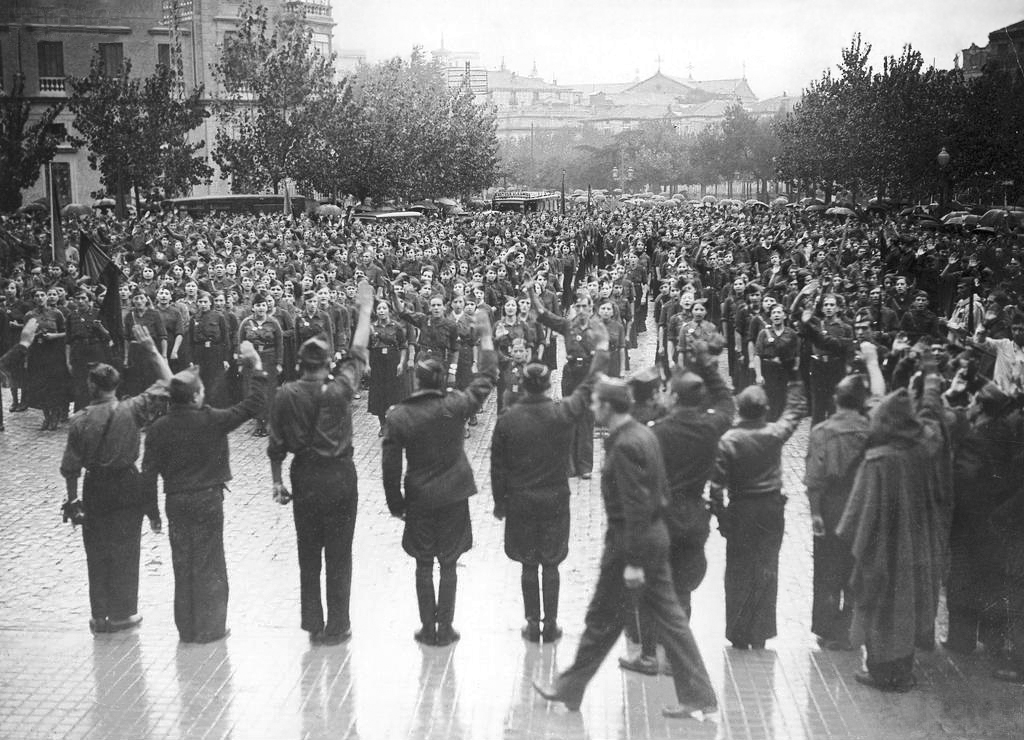
Ополчення фалангістів у Сарагосі, жовтень 1936 року

Одним з головних мотивів правих було протистояння антиклерикалізму республіканського режиму і захист католицької церкви, яка стала мішенню для нападок з боку опонентів, в тому числі республіканців, які звинувачували цю інституцію у всіх негараздах країни. Церква виступала проти багатьох реформ республіканців, які були закріплені конституцією Іспанії 1931 року. Статті 24 і 26 Конституції 1931 року забороняли Товариство Ісуса. Ця заборона глибоко образила багатьох консерваторів. Революція в республіканській зоні на початку війни, під час якої загинуло 7000 священнослужителів і тисячі мирян, посилила підтримку націоналістів з боку католиків.
До війни, під час страйку шахтарів в Астурії 1934 року, були спалені релігійні споруди і щонайменше 100 священнослужителів, релігійних цивільних осіб та прокатолицьких поліцейських були вбиті революціонерами. Франко ввів іспанську колоніальну Африканську армію і примусив шахтарів до покори за допомогою важких артилерійських обстрілів і бомбардувань. Іспанський легіон чинив звірства, а армія проводила страти лівих без суду і слідства. Репресії після цього були жорстокими, а в'язнів піддавали тортурам.
До повстання приєдналися марокканські Регулярні корінні сили (регуларес), які відіграли значну роль у громадянській війні.
Хоча часто вважається, що націоналісти залучили на свій бік більшість офіцерів, однак це дещо спрощений аналіз. Іспанська армія мала власні внутрішні розбіжності та давні розколи. Офіцери, які підтримали переворот, як правило, були африканістами (ті, що воювали в Північній Африці між 1909 і 1923 роками), тоді як ті, хто залишилися лояльними, як правило, були пенінсуларами (ті, які залишилися в Іспанії в цей період). Це було пов'язано з тим, що під час іспанських кампаній у Північній Африці традиційне просування по службі за вислугою років було призупинено на користь просування по службі за бойові заслуги, героїзм на полі бою. Це, як правило, сприяло молодим офіцерам, які починали свою кар'єру як тільки могли, в той час як старші офіцери мали сімейні обставини, що ускладнювало їхнє відрядження до Північної Африки. Офіцери передових родів військ (передусім піхоти і кавалерії) мали перевагу над офіцерами технічних родів військ (артилерії, інженерних військ тощо), оскільки вони мали більше шансів продемонструвати необхідний героїзм на полі бою, а також традиційно отримували просування по службі за вислугою років. Пенінсулари були обурені тим, що африканісти швидко просуваються по службі, а самі африканісти вважалися пихатими і зарозумілими, що ще більше розпалювало обурення. Таким чином, коли стався переворот, офіцери, які приєдналися до повстання, особливо зі званням Франко і нижче, часто були африканістами, тоді як старші офіцери і ті, хто перебував на нефронтових посадах, як правило, виступали проти нього (хоча невелика кількість старших офіцерів-африканістів все ж виступили проти повстання). Також стверджується, що офіцери, які залишилися вірними Республіці, мали більше шансів на підвищення та прихильність республіканського режиму (наприклад, офіцери авіації та штурмової гвардії). Таким чином, хоча про повстання генералів часто говорять як про «бунт генералів», але це неправильно. З вісімнадцяти дивізійних генералів повстали лише четверо (з чотирьох дивізійних генералів без посад двоє повстали, а двоє залишилися лояльними). З п'ятдесяти шести бригадних генералів повстали чотирнадцять. До повстанців, як правило, приєднувалися менш старші офіцери. З приблизно 15 301 офіцера повстало трохи більше половини.

### Інші фракції
Каталонські та баскські націоналісти розділилися. Ліві каталонські націоналісти стали на бік республіканців, тоді як консервативні каталонські націоналісти набагато менше підтримували уряд через антиклерикалізм і конфіскації, що відбувалися на підконтрольних йому територіях. Баскські націоналісти, очолювані консервативною Баскською націоналістичною партією, помірковано підтримували республіканський уряд, хоча деякі з них у Наваррі приєдналися до повстання з тих же причин, що й консервативні каталонці. Незважаючи на релігійні питання, баскські націоналісти, які здебільшого були католиками, загалом стали на бік республіканців, хоча повідомлялося, що PNV, Баскська націоналістична партія, передала націоналістам плани оборони Більбао, намагаючись скоротити тривалість облоги і зменшити кількість жертв.

## Зовнішнє втручання
Громадянська війна в Іспанії оголила політичні розбіжності по всій Європі. Праві та католики підтримували націоналістів, щоб зупинити поширення більшовизму. Для лівих, включаючи профспілки, студентів та інтелектуалів, війна була необхідною боротьбою, щоб зупинити поширення фашизму. У багатьох країнах були сильні антивоєнні та пацифістські настрої, що призвело до попереджень про те, що громадянська війна може перерости в Другу світову війну. У цьому відношенні війна була показником зростання нестабільності по всій Європі.
Громадянська війна в Іспанії охопила велику кількість неіспанських громадян, які брали участь у бойових діях та надавали консультації. Велика Британія і Франція очолили політичний альянс з 27 країн, які взяли на себе зобов'язання про невтручання, включаючи ембарго на весь експорт зброї до Іспанії. Сполучені Штати також неофіційно зайняли позицію невтручання, хоча й утрималися від приєднання до альянсу (частково через свою політику політичної ізоляції). Німеччина, Італія та Радянський Союз офіційно приєдналися, але ігнорували ембарго. Спроби придушити імпорт були здебільшого неефективними, а Францію, зокрема, звинувачували в тому, що вона дозволяла великі поставки республіканським військам. Таємні дії різних європейських держав розглядалися в той час як загроза нової світової війни і викликали занепокоєння антивоєнних елементів по всьому світу.
Реакція Ліги Націй на війну відбувалася під впливом страху перед комунізмом і була недостатньою, щоб зупинити масовий імпорт зброї та інших військових матеріалів воюючим сторонам. Хоча було створено Комітет невтручання, його політика мало чого досягла, а директиви були неефективними.

### Підтримка націоналістів

#### Італія

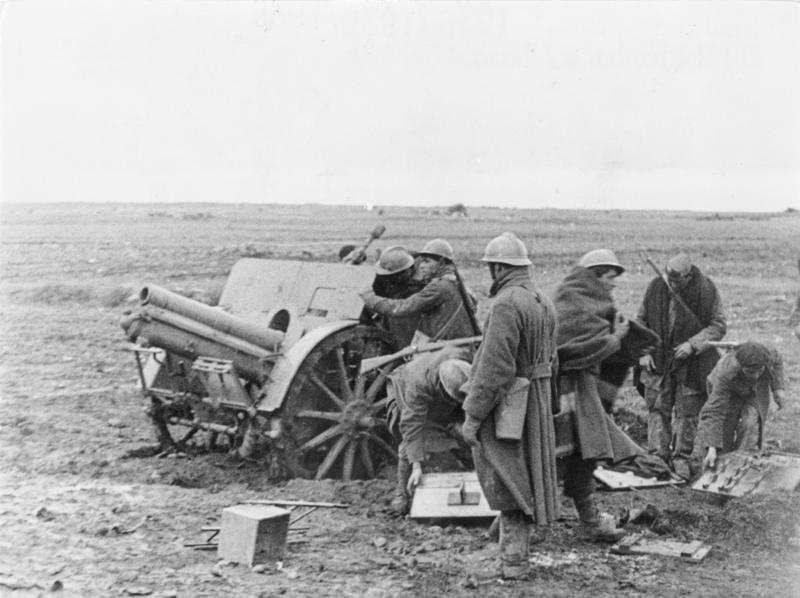
Італійські війська з 10-см гаубицею поблизу Гвадалахари, 1937 рік

Коли завоювання Ефіопії у Другій італо-ефіопській війні зробило італійський уряд впевненим у своїй військовій могутності, Беніто Муссоліні вступив у війну, щоб забезпечити фашистський контроль над Середземномор'ям, підтримуючи націоналістів більшою мірою, ніж це робили націонал-соціалісти. Королівський військово-морський флот Італії відігравав важливу роль у блокаді Середземномор'я. Зрештою, Італія постачала націоналістам кулемети, артилерію, літаки, танкетки, Легіонерську авіацію та Експедиційний корпус. Італійський експедиційний корпус міг надати націоналістам 50 000 чоловік на піку своєї чисельності. Італійські військові кораблі допомогли прорвати республіканську морську блокаду утримуваного націоналістами іспанського Марокко і брали участь у морських бомбардуваннях утримуваних республіканцями Малаги, Валенсії та Барселони. Загалом Італія надала націоналістам 660 літаків, 150 танків, 800 артилерійських гармат, 10 000 кулеметів і 240 747 гвинтівок.

#### Німеччина

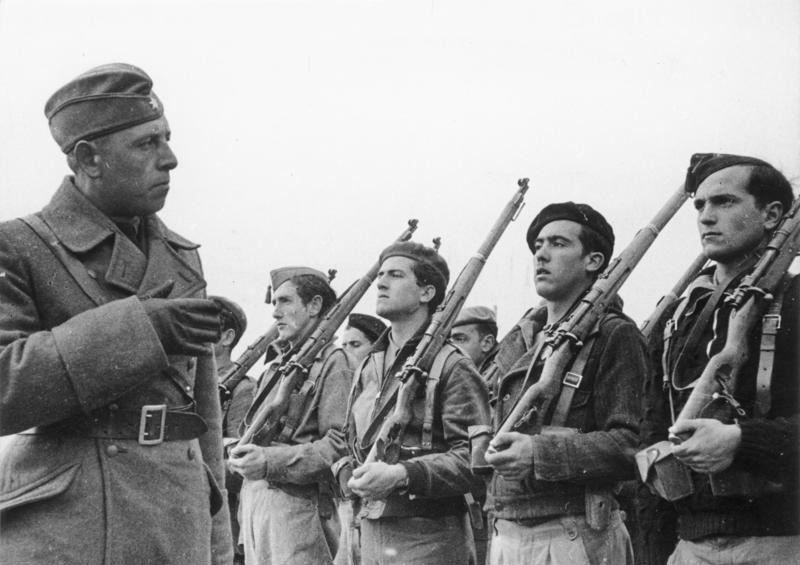
Німецький офіцер з легіону Кондор інструктує піхотинців націоналістів, Авіла

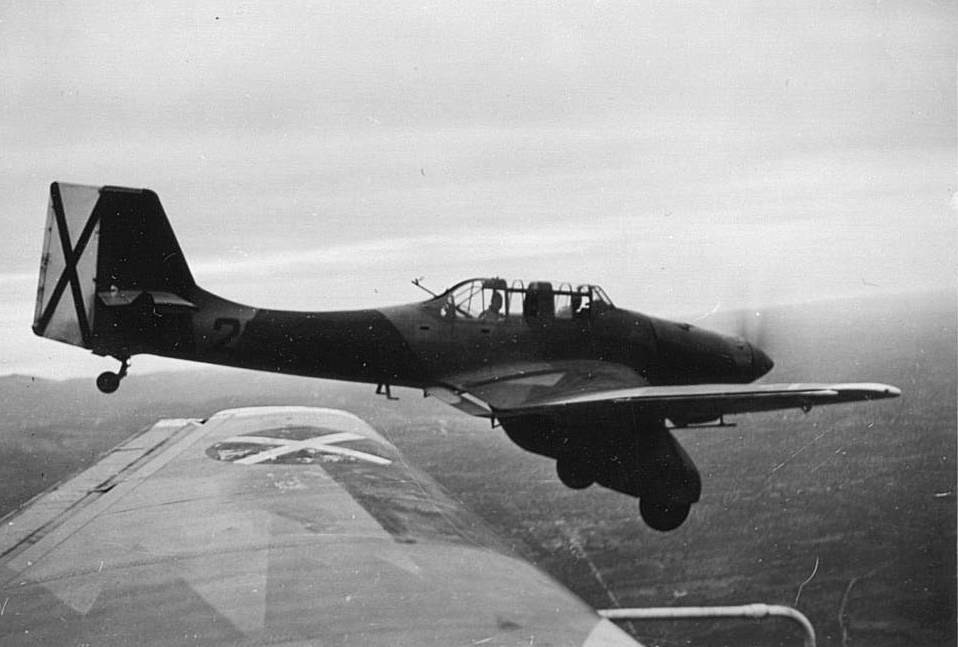
Junkers Ju 87 легіону Кондор

Німецьке втручання почалося через кілька днів після початку бойових дій у липні 1936 року. Адольф Гітлер швидко відправив на допомогу націоналістам потужні авіаційні та бронетанкові підрозділи. Війна дала німецьким військовим бойовий досвід із застосуванням новітніх технологій. Однак інтервенція також створювала ризик переростання у світову війну, до якої Гітлер не був готовий. Тому він обмежив свою допомогу, натомість заохотив Беніто Муссоліні надіслати великі італійські підрозділи.
Дії нацистської Німеччини включали формування багатоцільового легіону Кондор, підрозділу, що складався з добровольців Люфтваффе та німецької армії (Геер) з липня 1936 року по березень 1939 року. Легіон Кондор виявився особливо корисним у битві під Толедо 1936 року. На ранніх етапах війни Німеччина перекинула Африканську армію до материкової Іспанії. Німецькі операції поступово розширювалися і включали в себе ударні цілі, найбільш помітною з яких — і суперечливою — було бомбардування Герніки, в результаті якого 26 квітня 1937 року загинуло від 200 до 300 цивільних осіб. Німеччина також використовувала війну для випробування нової зброї, такої як штурмовики Junkers Ju 87 і транспортні тримоторні літаки Junkers Ju 52 (що також використовувалися як бомбардувальники), які довели свою ефективність.
Німецьке втручання ще більше проявилося в таких заходах, як операція «Урсула», операція з використанням підводних човнів, а також внесок Крігсмаріне. Легіон став ініціатором багатьох перемог націоналістів, особливо в повітряних боях, а Іспанія надалі стала полігоном для випробування німецької танкової тактики. Вишкіл, який німецькі підрозділи надали націоналістичним силам, виявився дуже цінним. До кінця війни німецькі підрозділи підготували близько 56 000 солдатів націоналістів, включаючи піхоту, артилерію, військово-повітряні та військово-морські сили.
Політика Гітлера щодо Іспанії була проникливою і прагматичною. Протокол наради в Рейхсканцелярії в Берліні від 10 листопада 1937 року підсумував його погляди на зовнішню політику щодо громадянської війни в Іспанії: «З іншого боку, 100-відсоткова перемога Франко також не була бажаною з німецької точки зору; скоріше, ми були зацікавлені в продовженні війни і підтримці напруженості в Середземномор'ї». Гітлер хотів допомогти Франко рівно настільки, щоб отримати його вдячність і не допустити перемоги сторони, яку підтримував Радянський Союз, але не настільки, щоб забезпечити швидку перемогу каудильйо.
Загалом у війні брали участь близько 16 000 німецьких громадян, приблизно 300 з них загинули, хоча одночасно в ній брали участь не більше 10 000. Німецька допомога націоналістам склала приблизно 43 000 000 фунтів стерлінгів ($215 000 000) у цінах 1939 року, з яких 15,5 % пішло на зарплати і витрати, 21,9 % — на пряму доставку вантажів до Іспанії, а 62,6 % — на легіон Кондор. Загалом Німеччина надала націоналістам 600 літаків і 200 танків.

#### Португалія
Режим Нової держави португальського прем'єр-міністра Антоніу де Олівейра Салазара відіграв важливу роль у постачанні військ Франко боєприпасами та матеріально-технічною допомогою.
Салазар підтримував Франсіско Франко та націоналістів у їхній війні проти військ Другої республіки, а також анархістів і комуністів. Хоча націоналісти не мали доступу до морських портів на початку війни, до кінця серпня 1936 року вони встановили контроль над усім кордоном з Португалією, що дозволило Салазару та його режиму надавати Франко будь-яку допомогу, яку вони вважали за потрібну, не боячись втручання або відплати з боку республіканців. Португалія Салазара допомагала націоналістам отримувати зброю з-за кордону, коли у деяких націоналістичних сил практично закінчувалися боєприпаси. Через це націоналісти називали Лісабон «портом Кастилії». Пізніше Франко в інтерв'ю газеті «Le Figaro» з захопленням відгукувався про Салазара: «Найдосконаліший державний діяч, найбільш гідний поваги, якого я знав, — це Салазар. Я вважаю його надзвичайною особистістю за його інтелект, політичне чуття і скромність. Його єдиним недоліком, мабуть, є його скромність».
8 вересня 1936 року в Лісабоні відбувся бунт на флоті. Екіпажі двох португальських військових кораблів, «Афонсу ді Албукеркі» та «Дау», підняли бунт. Матроси, які були пов'язані з Комуністичною партією Португалії, ув'язнили своїх офіцерів і спробували вивести кораблі з Лісабона, щоб приєднатися до іспанських республіканських сил, які воювали в Іспанії. Салазар наказав знищити кораблі.
У січні 1938 року Салазар призначив Педру Теотоніу Перейру спеціальним представником португальського уряду при уряді Франко, де він здобув великий авторитет і вплив. У квітні 1938 року Перейра офіційно став повноправним послом Португалії в Іспанії і залишався на цій посаді протягом усієї Другої світової війни.
За кілька днів до закінчення громадянської війни в Іспанії, 17 березня 1939 року, Португалія та Іспанія підписали Пакт Іберійського нейтралітету — договір про ненапад, який ознаменував початок нового етапу в іберійських відносинах. Зустрічі між Франко і Салазаром відіграли фундаментальну роль у цій новій політичній домовленості. Пакт виявився вирішальним інструментом у збереженні Піренейського півострова від гітлерівської континентальної системи.
Незважаючи на стриману пряму військову участь — обмежену дещо «напівофіційною» підтримкою з боку авторитарного режиму — було організовано добровольчий легіон Віріатос, але через політичні заворушення його було розформовано. Від 8 000 до 12 000 потенційних легіонерів все ж таки стали добровольцями, тільки тепер у складі різних націоналістичних підрозділів, а не єдиної сили. Через широку популярність легіону Віріатос, цих португальських добровольців все ще називали «Віріатос». Португалія відіграла важливу роль у наданні націоналістам організаційних навичок і запевненні Франко та його союзників у тому, що іберійський сусід не перешкоджатиме постачанню націоналістів.

#### Інші
Консервативний уряд Великої Британії зберігав позицію рішучого нейтралітету і користувався підтримкою британської еліти та засобів масової інформації, тоді як ліві мобілізували допомогу республіканцям. Уряд відмовився дозволити поставки зброї і відправив військові кораблі, щоб спробувати зупинити поставки. Теоретично, піти добровольцем на війну в Іспанію було злочином, але близько 4 000 людей все одно вирушили. Інтелектуали рішуче підтримували республіканців. Багато хто відвідував Іспанію, сподіваючись побачити справжній антифашизм на практиці. Вони не мали значного впливу на уряд і не змогли похитнути сильні суспільні настрої щодо миру. Лейбористська партія була розколота, її католицька частина підтримувала націоналістів. Вона офіційно підтримала бойкот і виключила фракцію, яка вимагала підтримки республіканців, але зрештою висловила певну підтримку лоялістам.
Румунських добровольців очолив Йон Моца, заступник лідера Залізної гвардії («Легіон Архангела Михаїла»), чия група із сімох легіонерів відвідала Іспанію в грудні 1936 року, щоб об'єднати свій рух з націоналістами.
Незважаючи на заборону ірландського уряду брати участь у війні, близько 600 ірландців, послідовників ірландського політичного активіста і співзасновника нещодавно створеної політичної партії Фіне Гел (неофіційна назва «Блакитні сорочки») Еойна О'Даффі, відомого як «Ірландська бригада», вирушили до Іспанії, щоб воювати на боці Франко. Більшість добровольців були католиками і, за словами О'Даффі, зголосилися допомогти націоналістам боротися проти комунізму.
Згідно з іспанською статистикою, 1052 югославів записалися як добровольці, з яких 48 % становили хорвати, 23 % словенці, 18 % серби, 2,3 % чорногорці і 1,5 % македонці.
На боці Франко воювали від 150 до 170 білих російських емігрантів, з яких 19 загинули, а ще більше були поранені. Їхні спроби створити окремий підрозділ були відхилені франкістським урядом.
Російські емігранти — колишні білогвардійці, які брали участь у війні на боці Франко, розглядали війну як «хрестовий похід проти комунізму». Серед них були генерали Микола Шинкаренко і Анатолій Фок (загинув у бою). Також білогвардійці воювали на боці Республіки в Інтернаціональних бригадах, сподіваючись на отримання дозволу на в'їзд до батьківщини.
Усього з 72 російських добровольців (за іншими джерелами, до 180 добровольців, включаючи російськомовного грузинського князя з шістьма супутниками), було вбито 34, дев'ять поранено, причому з них легіонер П. Н. Зотов — п'ять разів, лейтенант К. А. Костянтино — тричі (втратив зір в одному оці), К. К. Гурський — тричі, В. А. Двойченко — двічі.
На параді в Мадриді російські емігранти марширували як окремий підрозділ, під прапором царської Росії.
У книзі А. П. Яремчука  вказано, що 66 російських емігрантів брали участь у громадянській війні в Іспанії на боці Франко.
Франкістів підтримували колишні військові УНР, які раніше зазнали поразки у боротьбі з комуністами в Україні.

### Підтримка республіканців

#### Інтернаціональні бригади

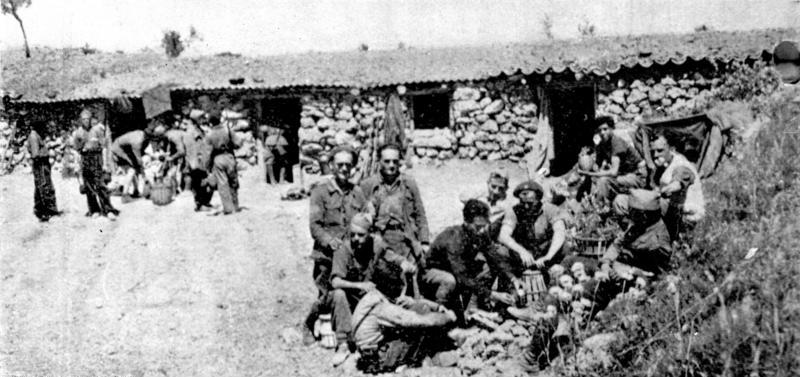
Батальйон Еткара Андре Інтернаціональних бригад

26 липня, всього через вісім днів після початку повстання, у Празі відбулася міжнародна комуністична конференція, на якій обговорювалися плани допомоги республіканському уряду. Було вирішено зібрати інтернаціональну бригаду з 5 000 чоловік і фонд у розмірі 1 мільярда франків. Водночас комуністичні партії по всьому світу швидко розгорнули повномасштабну пропагандистську кампанію на підтримку Народного фронту. Комуністичний інтернаціонал негайно посилив свою активність, відправивши до Іспанії свого лідера Георгія Димитрова та Пальміро Тольятті — голову Італійської комуністичної партії. З серпня почала надходити допомога з СРСР, до середземноморських портів Іспанії щодня прибувало більше одного корабля з боєприпасами, гвинтівками, кулеметами, ручними гранатами, гарматами та вантажівками. З вантажем прибували радянські агенти, техніки, інструктори та пропагандисти.
Комуністичний інтернаціонал негайно почав організовувати інтернаціональні бригади з великою обережністю, щоб приховати або мінімізувати комуністичний характер цього заходу і надати йому вигляду кампанії від імені прогресивної демократії. Навмисно обиралися привабливі назви, такі як «Батальйон Гарібальді» в Італії, канадський «Батальйон Маккензі-Папіно» або «Батальйон Авраама Лінкольна» у Сполучених Штатах.
Багато неіспанців, часто пов'язаних з радикальними комуністичними або соціалістичними організаціями, приєдналися до інтернаціональних бригад, вважаючи, що Іспанська Республіка є лінією фронту у війні проти фашизму. Ці підрозділи представляли найбільший іноземний контингент серед тих, хто воював на боці республіканців. Приблизно 40 000 іноземних громадян воювали у складі бригад, хоча не більше 18 000 перебували в конфлікті в будь-який період часу. Вони стверджували, що представляють 53 країни.
Значна кількість добровольців прибула з Франції (10 000), нацистської Німеччини й Австрії (5 000) та Італії (3 350). Понад 1000 добровольців прибули з Радянського Союзу, США, Великої Британії, Польщі, Югославії, Чехословаччини, Угорщини та Канади. Німецький батальйон Тельмана й італійський батальйон Гарібальді відзначилися своїми підрозділами під час облоги Мадрида. Американці воювали в таких підрозділах, як XV Інтербригада («Бригада Авраама Лінкольна»), а канадці приєдналися до батальйону Маккензі-Папіно.

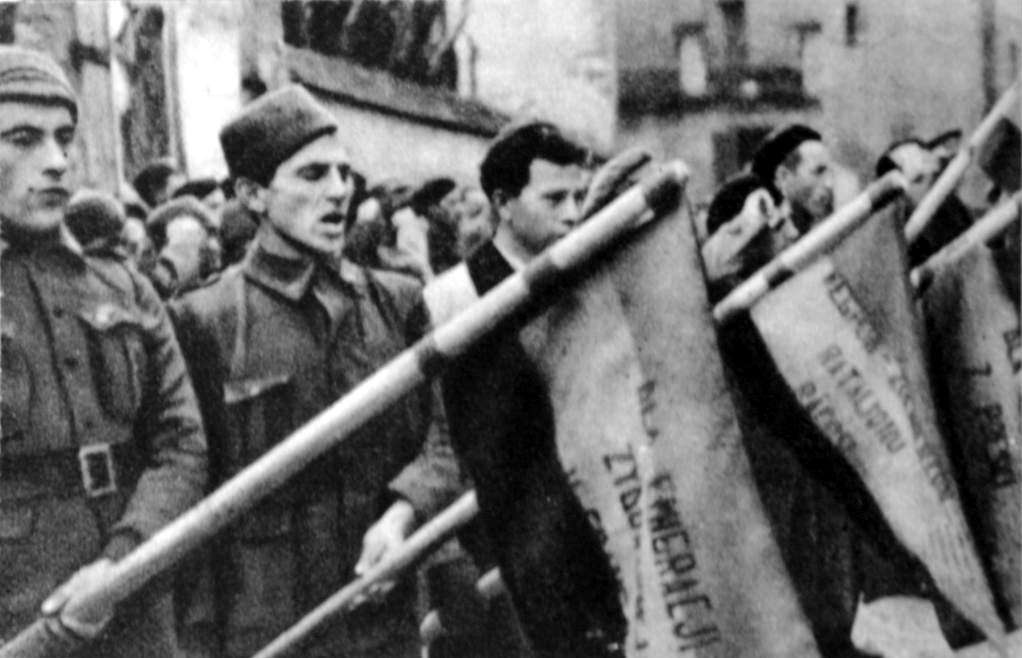
Польські добровольці Інтернаціональних бригад

Понад 500 румунів воювали на боці республіканців, у тому числі члени Румунської комуністичної партії Петре Боріле та Вальтер Роман. Близько 145 осіб з Ірландії сформували Колону Конноллі, яка була увічнена ірландським фолк-музикантом Крісті Муром у пісні «Viva la Quinta Brigada». Деякі китайці приєдналися до бригад; більшість з них згодом повернулися до Китаю, але деякі потрапили до в'язниці або до французьких таборів для біженців, а жменька залишилася в Іспанії.
Перші члени Компартії Західної України прибули в серпні 1936 року в Іспанії після початку війни. 37 уродженців Західної України, які працювали на шахтах Бельгії і Франції, прибули надавати допомогу іспанським товаришам. Слідом за ними ще 180 добровольців родом з Галичини і Волині перейшли через перевал Явірник на польсько-чехословацького кордону і дісталися до Іспанії. Республіканців підтримали близько 1 тис. осіб із Західної України; ймовірно, це було пов'язано з тим, що Західна України в той час перебувала у складі Польщі, де при владі були націоналісти.
Чисельність уродженців Західної України зросла до тисячі осіб, але власних військових підрозділів українці не мали, служили переважно у слов'янському дивізіоні. Багато інтербригадістів прибувало з-за океану: так, лише в з Канади приїхали 498 добровольців східноєвропейського походження, серед яких переважна більшість становили українці і поляки

#### СРСР

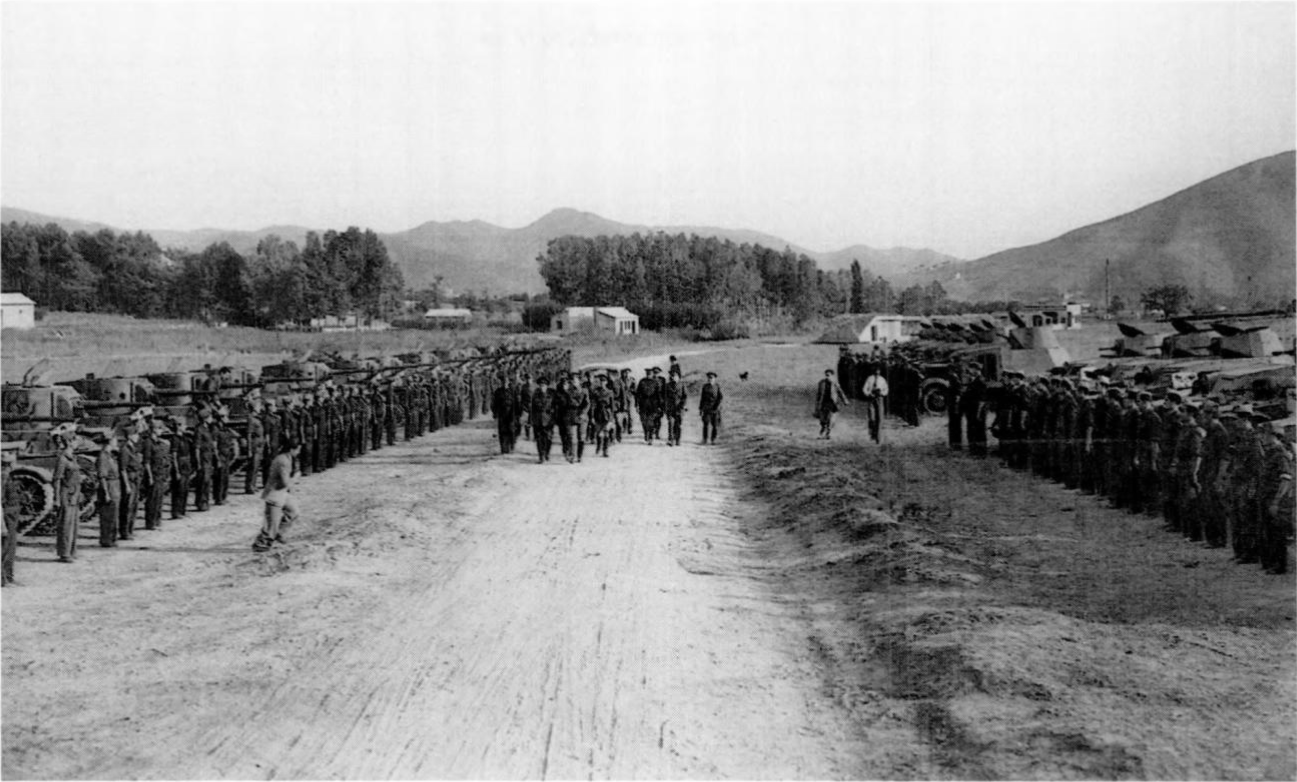
Огляд радянської бронетехніки, якою оснащувалася армія республіканців під час громадянської війни

Хоча Генеральний секретар Йосип Сталін підписав Угоду про невтручання, Радянський Союз порушив ембарго Ліги Націй, надавши матеріальну допомогу республіканським військам, ставши їхнім єдиним джерелом основного озброєння. На відміну від Гітлера і Муссоліні, Сталін намагався робити це таємно. За різними оцінками, СРСР надав республіканцям від 634 до 806 літаків, від 331 до 362 танків і від 1 034 до 1 895 артилерійських гармат. Сталін також створив відділ X з радянських військових для керівництва операцією з постачання зброї під назвою «Операція X». Незважаючи на зацікавленість Сталіна в допомозі республіканцям, якість зброї була незадовільною. Багато гвинтівок і польових гармат були старими, застарілими або мали обмежене застосування (деякі з них датувалися 1860-ми роками), але танки Т-26 і БТ-5 були сучасними і ефективними в бою. Радянський Союз постачав літаки, які перебували на озброєнні власних сил, але літаки, надані Німеччиною націоналістам, виявилися кращими станом на кінець війни.
Переміщення зброї з СРСР до Іспанії відбувалося вкрай повільно. Багато вантажів губилися або прибували лише частково у тому вигляді, в якому вони були завантажені. Сталін наказав суднобудівникам включати фальшиві палуби в конструкцію кораблів, а в морі радянські капітани використовували оманливі прапори і схеми розмальовки, щоб уникнути виявлення націоналістами.
СРСР направив до Іспанії 2000-3000 військових радників; в той час як радянський контингент військ не перевищував 500 осіб одночасно, радянські добровольці часто керували танками і літаками радянського виробництва, особливо на початку війни. При іспанському командирі кожної військової частини на боці республіканців був присутній політичний комісар такого ж звання, який представляв Москву.
Республіка заплатила за радянську зброю офіційними золотими резервами Банку Іспанії, 176 тонн з яких було передано через Францію, а 510 — безпосередньо в СРСР, які отримали назву «московське золото».
Також Радянський Союз наказав комуністичним партіям по всьому світу організувати та здійснити набір до інтернаціональних бригад.
Іншим значним радянським втручанням була діяльність Народного комісаріату внутрішніх справ (НКВС) у республіканському ар'єргарді. Комуністичні діячі, серед яких Вітторіо Відалі («Команданте Контрерас»), Йосип Григулевич, Михайло Кольцов і, найвідоміший, Олександр Орлов, керували операціями, що включали вбивства каталонського антисталінського комуністичного політика Андреу Ніна, журналіста-соціаліста Марка Рейна та незалежного лівого активіста Хосе Роблеса.
Іншими операціями під керівництвом НКВС були вбивство австрійського члена Міжнародної лівої опозиції і троцькіста Курта Ландау та збиття (у грудні 1936 року) французького літака, на якому делегат Міжнародного комітету Червоного Хреста (МКЧХ) Жорж Енні віз до Франції обширну документацію про масові вбивства в Паракуельосі.
У своїй книзі «Партнери у злочині: Фаустівська угода» історик Ян Она Джонсон пояснює, що у 1920-30-х роках (під час Громадянської війни в Іспанії) Німеччина та СРСР уклали партнерство, в центрі якого було економічне та військове співробітництво. Це призвело до створення німецьких військових баз і об'єктів у Росії. Цей військовий обмін військовими матеріалами тривав до червня 1941 року, коли Німеччина вторглася до СРСР.

#### Польща
Польські поставки зброї до республіканської Іспанії відбувалися у період з вересня 1936 року по лютий 1939 року. Політично Польща не підтримувала жодну зі сторін громадянської війни в Іспанії, хоча з часом Варшава дедалі більше схилялася на бік націоналістів; продаж зброї республіканцям був мотивований виключно економічним інтересом. Оскільки Польща була пов'язана зобов'язаннями щодо невтручання, польські урядовці та військові маскували продажі під комерційні транзакції за посередництва міжнародних брокерів, призначені для клієнтів у різних країнах, переважно в Латинській Америці; було зафіксовано 54 поставки з Данцига та Гдині. Більшість озброєнь були застарілими і зношеними другосортними зразками, хоча було поставлено і деяке сучасне озброєння; ціни на нього були завищені на 20-30 %. Польські продажі становили 40 млн доларів і становили приблизно 5-7 % від загальних республіканських військових витрат, хоча в кількісному вираженні деякі категорії зброї, наприклад, кулемети, могли становити до 50 % від усіх поставлених озброєнь. Після СРСР Польща була другим найбільшим постачальником зброї для республіки. Після СРСР, Італії та Німеччини Польща була 4-м найбільшим постачальником зброї до охопленої війною Іспанії.

#### Греція
Греція підтримувала офіційні дипломатичні відносини з Республікою, хоча диктатура Метаксаса симпатизувала націоналістам. У серпні 1936 року країна приєдналася до політики невтручання, але з самого початку Афіни потурали продажу зброї обом сторонам. Офіційним постачальником була компанія Pyrkal або Грецька порохова і патронна компанія (ГППК), а ключовою фігурою, що стояла за угодою, був голова ГППК Продромос Бодосакіс-Атанасіадіс. Компанія частково скористалася перевагами попереднього «Плану Шахта» — німецько-грецької кредитної угоди, яка уможливила грецькі закупівлі у Rheinmetall-Borsig; частина німецької продукції згодом була реекспортована до республіканської Іспанії. Втім, ГППК продавала і власну зброю, оскільки компанія володіла низкою заводів, і частково завдяки іспанським продажам стала найбільшою компанією в Греції.
Більшість грецьких продажів йшла до Республіки; з боку іспанців переговори вели Григорій Розенберг, син відомого радянського дипломата, та Максимо Хосе Кан Муссабаун, іспанський представник у консульстві в Салоніках. Поставки зазвичай відправлялися з Пірея, маскувалися на безлюдному острові і зі зміненими прапорами офіційно прямували до портів Мексики. Відомо, що продаж тривав від серпня 1936 року щонайменше до листопада 1938 року. Точна кількість поставок невідома, але вона залишалася значною: до листопада 1937 року 34 грецьких судна були оголошені такими, що не відповідають угоді про невтручання, а націоналістичний флот захопив 21 судно лише 1938 року. Подробиці продажів націоналістам невідомі, але відомо, що вони були набагато меншими.
Загальна вартість грецьких продажів невідома. Один автор стверджує, що лише 1937 року поставки через ГППК склали $10,9 млн для республіканців і $2,7 млн для націоналістів, і що наприкінці 1937 року Бодосакіс підписав ще один контракт з республіканцями на 2,1 млн фунтів стерлінгів (близько $10 млн), хоча незрозуміло, чи були поставлені боєприпаси за цим контрактом. Продана зброя включала артилерію (наприклад, 30 одиниць 155-мм гармат), кулемети (щонайменше 400), патрони (щонайменше 11 млн), бомби (щонайменше 1 500) і вибухівку (щонайменше 38 тонн тротилу).

#### Мексика
На відміну від Сполучених Штатів і урядів провідних латиноамериканських країн, таких як країн АБЧ (Аргентина, Бразилія, Чилі) і Перу, мексиканський уряд підтримав республіканців. Мексика утрималася від французько-британських пропозицій про невтручання і надала 2 000 000 доларів допомоги та матеріальну допомогу, яка включала 20 000 гвинтівок і 20 мільйонів патронів.
Найважливішим внеском Мексики до Іспанської Республіки була дипломатична допомога, а також притулок, який країна надала республіканським біженцям, зокрема іспанській інтелігенції та дітям-сиротам з республіканських родин. Близько 50 000 з них знайшли притулок, переважно в Мехіко і Морелії, разом з 300 мільйонами доларів у вигляді різних скарбів, які досі належать лівим.

#### Франція
Побоюючись, що це може спричинити громадянську війну всередині Франції, уряд лівого «Народного фронту» у Франції не надав прямої підтримки республіканцям. Прем'єр-міністр Франції Леон Блюм симпатизував Республіці, побоюючись, що успіх націоналістичних сил в Іспанії призведе до створення союзної до нацистської Німеччини та фашистської Італії держави і зрештою альянсу, який майже оточить Францію. Праві політики виступали проти будь-якої допомоги та атакували уряд Блюма. У липні 1936 року британські урядовці переконали Блюма не надсилати зброю республіканцям, і 27 липня французький уряд оголосив, що не надсилатиме військову допомогу, технології чи війська для підтримки республіканських сил. Однак Блюм чітко дав зрозуміти, що Франція залишає за собою право надати допомогу Республіці, якщо вона цього забажає: «Ми могли б надати зброю іспанському уряду [республіканців], легітимному уряду… Ми не зробили цього, щоб не давати приводу тим, хто міг би спокуситися на відправку зброї повстанцям [націоналістам]».

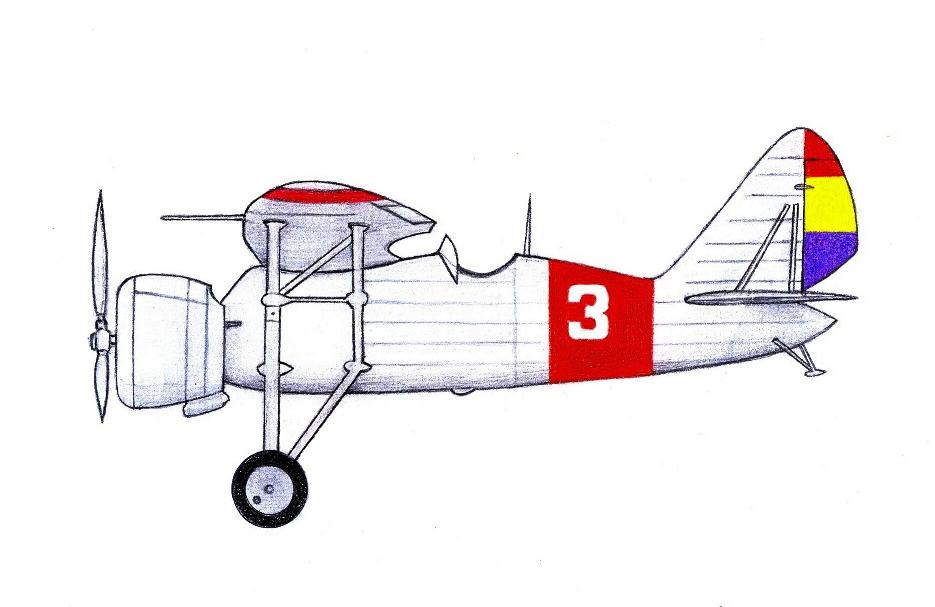
Loire 46 республіканських ВПС

1 серпня 1936 року 20-тисячний прореспубліканський мітинг протистояв Блюму, вимагаючи, щоб він направив авіацію республіканцям, в той самий час праві політики атакували Блюма за підтримку республіки і відповідальність за провокування італійської інтервенції на боці Франко. Німеччина повідомила французькому послу в Берліні, що Німеччина вважатиме Францію відповідальною, якщо вона підтримає «маневри Москви», підтримуючи республіканців. 21 серпня 1936 року Франція підписала угоду про невтручання. Однак уряд Блюма таємно надав республіканцям авіатехніку: з 7 серпня 1936 року по грудень того ж року республіканським військам були відправлені бомбардувальники Potez 540 (прозвані іспанськими республіканськими пілотами «Летюча труна»), літаки Dewoitine та винищувачі Loire 46. Франція, за сприяння прокомуністичного міністра авіації П'єра Кота, також відправила на допомогу республіканцям групу підготовлених пілотів-винищувачів та інженерів. Також до 8 вересня 1936 року літаки могли вільно переправлятися з Франції до Іспанії, якщо вони були куплені в інших країнах.
Навіть після того, як у грудні 1936 року припинилася таємна підтримка республіканців з боку Франції, можливість французької інтервенції проти націоналістів залишалася серйозною протягом усієї війни. Німецька розвідка повідомляла Франко і націоналістам, що французькі військові ведуть відкриті дискусії про втручання у війну шляхом військової інтервенції в Каталонію і на Балеарські острови. 1938 року Франко побоювався негайної французької інтервенції проти потенційної перемоги націоналістів в Іспанії через французьку окупацію Каталонії, Балеарських островів та іспанського Марокко.

## Перебіг війни

### 1936

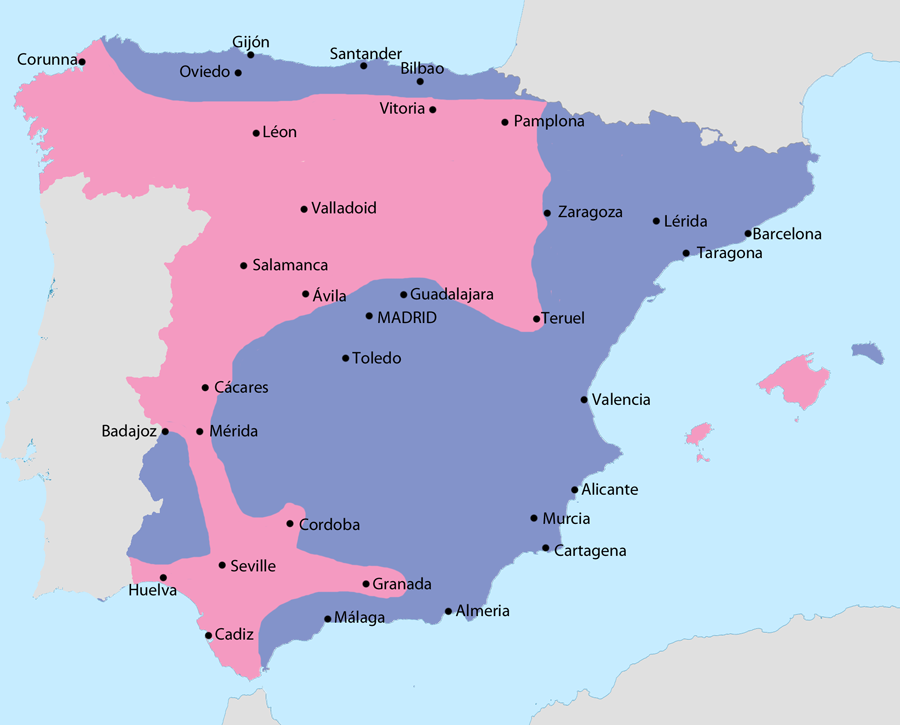
Іспанія у вересні 1936 року:
Націоналісти
Республіканці

На південний захід Іспанії було організовано велике повітряне і морське перекидання націоналістичних військ з іспанського Марокко. 20 липня в авіакатастрофі загинув лідер перевороту Санхурхо, що призвело до фактичного розколу командування між Молою на півночі та Франко на півдні. На цей період також припадають найгірші дії «червоного» і «білого терору» в Іспанії. 21 липня, на п'ятий день повстання, націоналісти захопили центральну іспанську військово-морську базу, розташовану у Ферролі (Галісія).
З липня по вересень повстанці під командуванням полковника Альфонсо Беорлегі Канета, направлені генералом Молою і полковником Естебаном Гарсією, провели Гіпускоаську операцію. Захоплення Гіпускоа ізолювало республіканські провінції на півночі. 5 вересня націоналісти закрили французький кордон для республіканців у битві при Іруні. 15 вересня Сан-Себастьян, де перебували розділені республіканські сили анархістів і баскських націоналістів, був захоплений солдатами націоналістів.
Республіка виявилася неефективною у військовому плані, спираючись на дезорганізовані революційні загони. 4 вересня республіканський уряд на чолі з Хіралем подав у відставку, не в змозі впоратися з ситуацією, і був замінений переважно соціалістичною організацією на чолі з Франсиско Ларго Кабальєро. Нове керівництво почало уніфікувати центральне командування в республіканській зоні. Цивільні ополченці часто були просто цивільними особами, озброєними тим, що було під рукою. Тому вони погано воювали, особливо проти професійної Африканської армії, озброєної сучасною зброєю, що, зрештою, сприяло швидкому просуванню Франко.

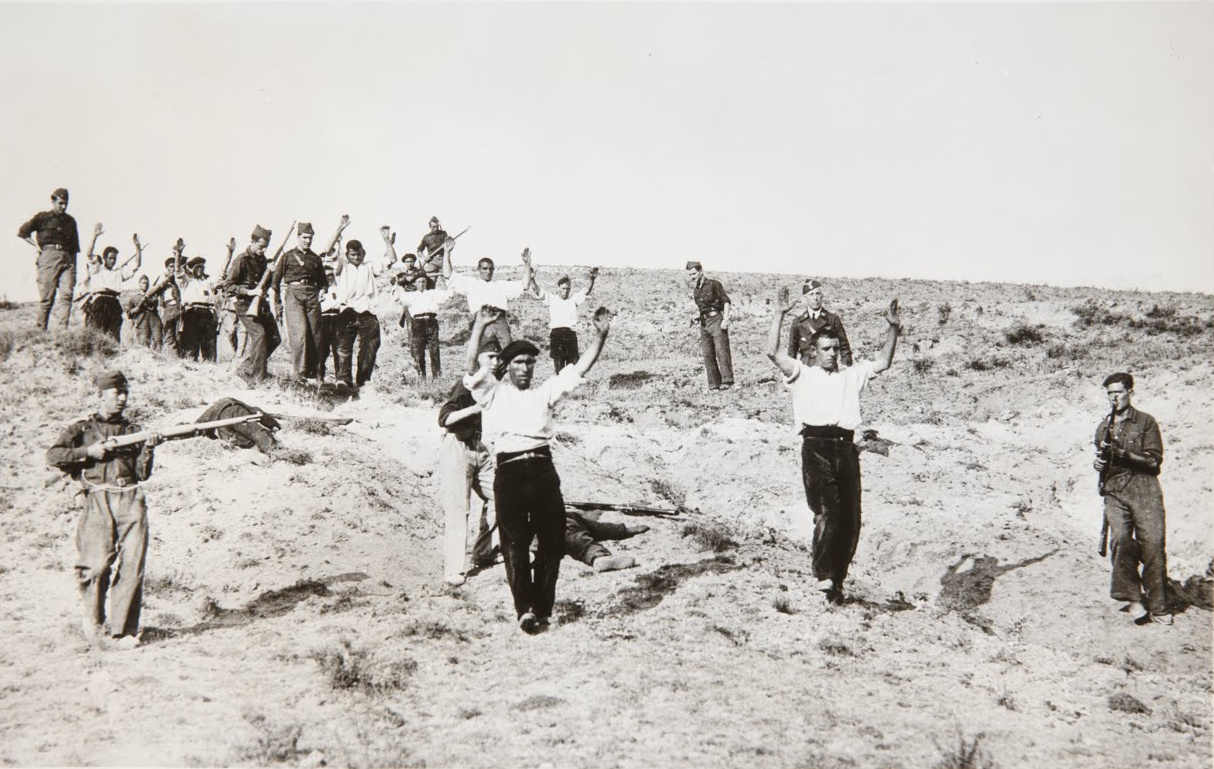
Капітуляція республіканських солдатів у районі Сомосьєрра, 1936 рік

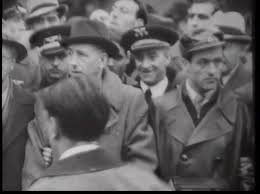
Леонський анархіст Буенавентура Дурруті загинув після того, як прибув до Мадрида, щоб зміцнити бойовий дух республіканців під час невдалої франкістської облоги Мадрида. Його похорон, який очолили (на світлині) Люїс Кумпаньш, голова Женералітату Каталонії, та Хуан Гарсія-і-Олівер, міністр юстиції Іспанської Республіки, пройшов у Барселоні.

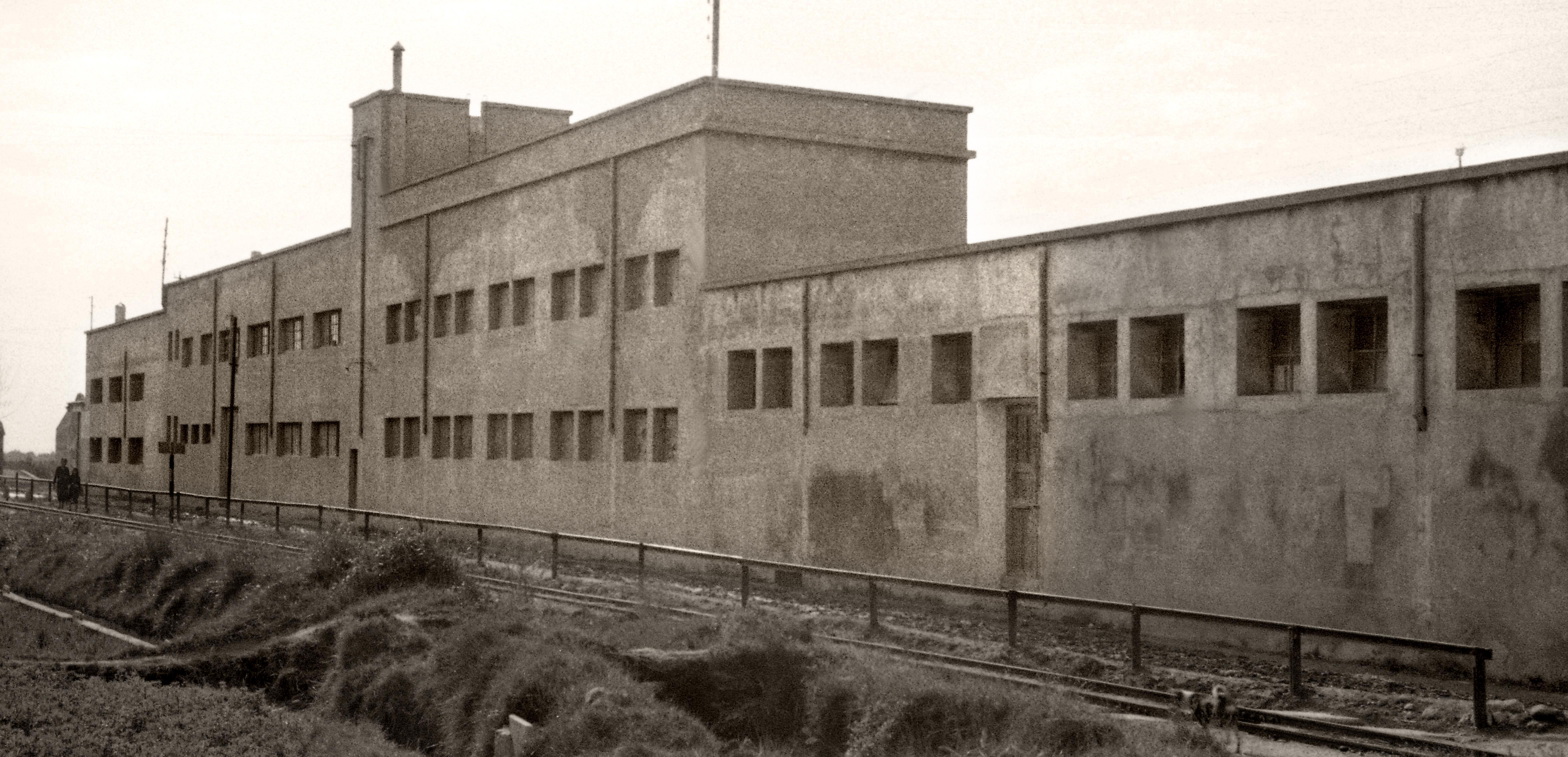
Збройовий завод Альгінет

З боку націоналістів Франко 21 вересня був обраний головнокомандувачем на зборах вищого генералітету в Саламанці і отримав звання генералісимуса. Ще одну перемогу Франко здобув 27 вересня, коли його війська зняли облогу Алькасара в Толедо, яку з початку повстання утримував націоналістичний гарнізон під командуванням полковника Хосе Москардо Ітуарте, чинячи опір тисячам республіканських військ, які повністю оточили ізольовану будівлю. На допомогу прийшли марокканці та підрозділи Іспанського легіону. Через два дні після зняття облоги Франко проголосив себе каудильйо (вождем), одночасно примусово об'єднавши різноманітні та різнорідні фалангістські, роялістські та інші елементи в рамках націоналістичної справи. Відволікаючий маневр до Толедо дав Мадриду час на підготовку оборони, але був сприйнятий як велика пропагандистська перемога і особистий успіх Франко. 1 жовтня 1936 року генерал Франко був затверджений главою держави і армії в Бургосі. Подібний драматичний успіх націоналістів стався 17 жовтня, коли війська, що прибули з Галісії, звільнили обложене місто Ов'єдо на півночі Іспанії.
У жовтні франкістські війська розпочали масштабний наступ на Мадрид, досягнувши його на початку листопада і розпочавши 8 листопада великий штурм міста. Республіканський уряд був змушений 6 листопада переїхати з Мадрида до Валенсії, за межі зони бойових дій. Проте атака націоналістів на столицю була відбита в запеклих боях з 8 по 23 листопада. Успішній обороні республіканців сприяла ефективність П'ятого полку, а згодом і прибуття інтернаціональних бригад, хоча в битві брали участь лише близько 3000 іноземних добровольців. Не зумівши взяти столицю, Франко бомбардував її з повітря, а протягом наступних двох років здійснив кілька наступальних операцій, намагаючись оточити Мадрид, розпочавши трирічну облогу Мадрида. Друга битва на Корунській дорозі, наступ націоналістів на північний захід, відкинула республіканські війська, але не змогла ізолювати Мадрид. Битва тривала до січня.

### 1937

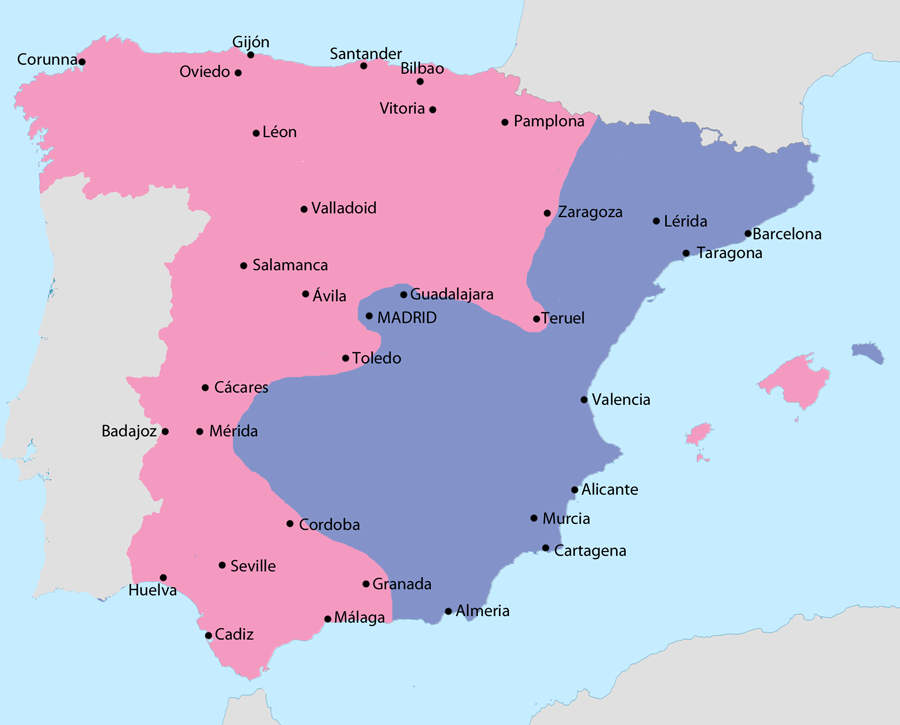
Іспанія у жовтні 1937 року:
Націоналісти
Республіканці

З італійськими військами та іспанськими колоніальними солдатами з Марокко Франко зробив ще одну спробу захопити Мадрид у січні та лютому 1937 року, але знову зазнав невдачі. В середині січня розпочалася битва за Малагу, і цей наступ націоналістів на південному сході Іспанії обернувся катастрофою для республіканців, які були погано організовані та озброєні. Місто було взяте Франко 8 лютого. Консолідація різних ополченців у республіканську армію розпочалася у грудні 1936 року. Основна наступальна операція націоналістів з метою перетнути Хараму і перервати постачання до Мадрида дорогою на Валенсію, названа битвою при Харамі, призвела до великих втрат (6 000-20 000) з обох сторін. Головна мета операції не була досягнута, хоча націоналісти здобули невелику територію.
Схожий наступ націоналістів, битва за Гвадалахару, стала більш значною поразкою Франко та його армій. Це була єдина розголошена перемога республіканців у війні. Франко використовував італійські війська і тактику бліцкригу; в той час як багато стратегів звинувачували Франко в поразці правих, німці вважали, що саме перші винні в 5 000 жертв націоналістів і втраті цінної техніки. Німецькі стратеги успішно доводили, що націоналістам потрібно було спочатку сконцентруватися на вразливих ділянках.

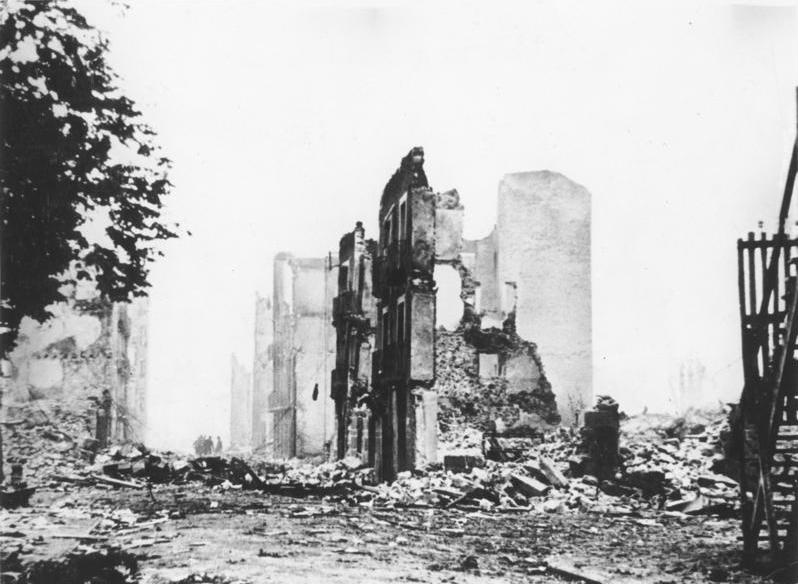
Руїни Герніки

В середині березня з Біскайської кампанії розпочалася «Війна на Півночі». Баски найбільше страждали від відсутності відповідного військово-повітряного флоту. 26 квітня легіон Кондор бомбардував місто Герніка, в результаті чого загинуло 200—300 осіб і було завдано значних руйнувань. Бомбардування Герніки мало значний вплив на міжнародну думку. Баски відступили з цього району.
У квітні та травні відбулися «травневі дні» — міжусобиці між республіканськими групами в Каталонії. Суперечка точилася між урядовими комуністичними силами та анархістським угрупованням НКП, яке в кінцевому підсумку перемогло. Заворушення задовольнили націоналістичне командування, але мало що було зроблено для того, щоб використати республіканські розбіжності. Після падіння Герніки республіканський уряд почав давати все більш ефективну відсіч. У липні він зробив спробу повернути Сеговію, змусивши Франко затримати просування на фронті в Більбао, але лише на два тижні. Наступ на Уеску так само провалився.

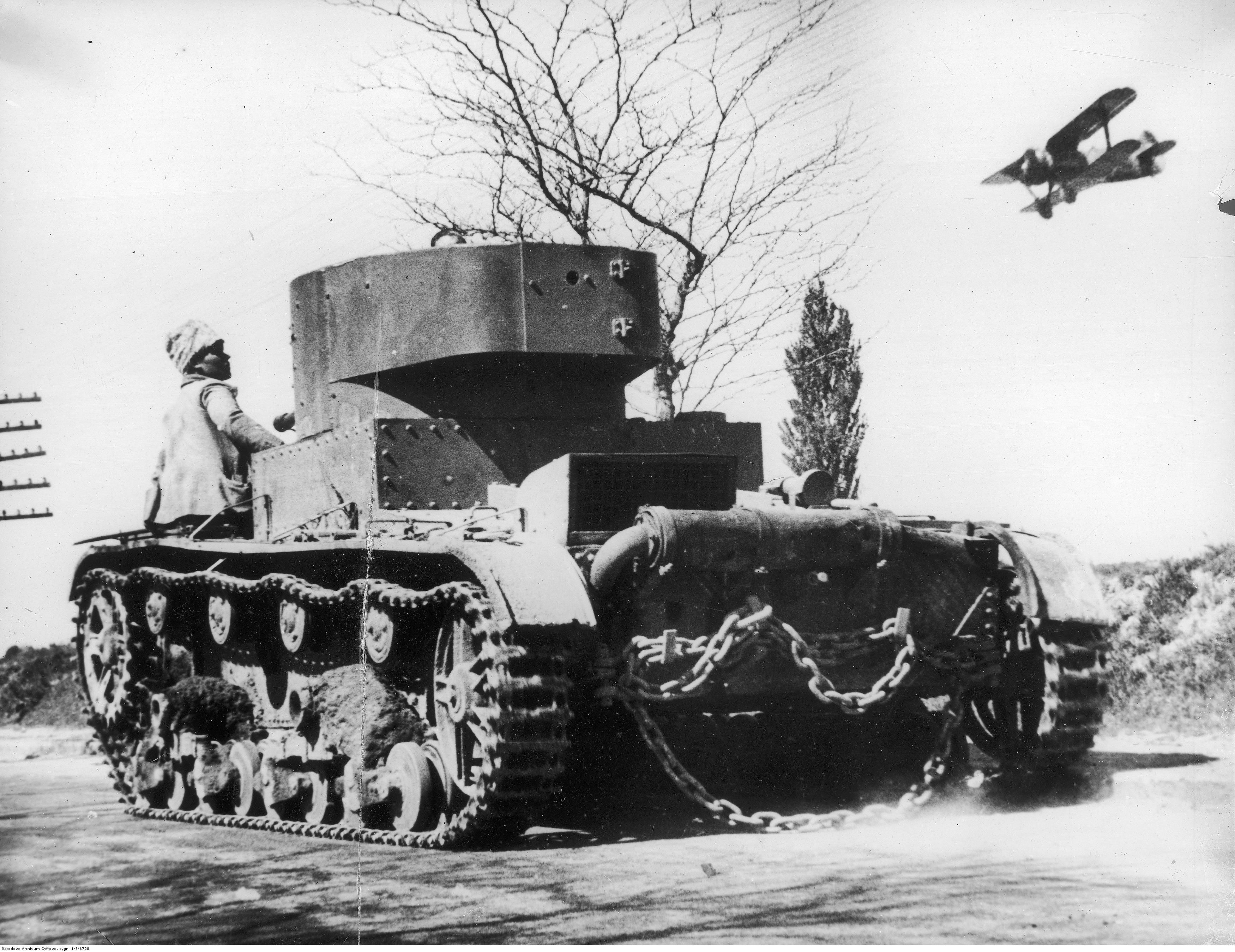
Танк Т-26 республіканців на арагонському фронті, листопад 1937 року

3 червня в авіакатастрофі загинув Мола, заступник Франко. На початку липня, незважаючи на поразку в битві при Більбао, уряд розпочав потужний контрнаступ на захід від Мадрида, зосередившись на Брунете. Битва при Брунете, однак, стала значною поразкою для Республіки, яка втратила багато своїх найдосвідченіших військових. Наступ призвів до просування на 50 квадратних кілометрів і призвів до 25 000 республіканських втрат.
Наступ республіканців на Сарагосу також зазнав невдачі. Незважаючи на перевагу на суші і в повітрі, битва за Бельчіте, місце, що не представляло жодного військового інтересу, завершилася просуванням лише на 10 кілометрів і втратою значної кількості техніки. Франко вторгся в Арагон і в серпні взяв місто Сантандер у Кантабрії. Після капітуляції республіканської армії на баскській території було укладено Сантонську угоду. Хіхон остаточно впав наприкінці жовтня в ході Астурійської наступальної операції. Франко фактично переміг на півночі. Наприкінці листопада, коли війська Франко наблизилися до Валенсії, уряд був змушений знову переїхати, цього разу до Барселони.

### 1938

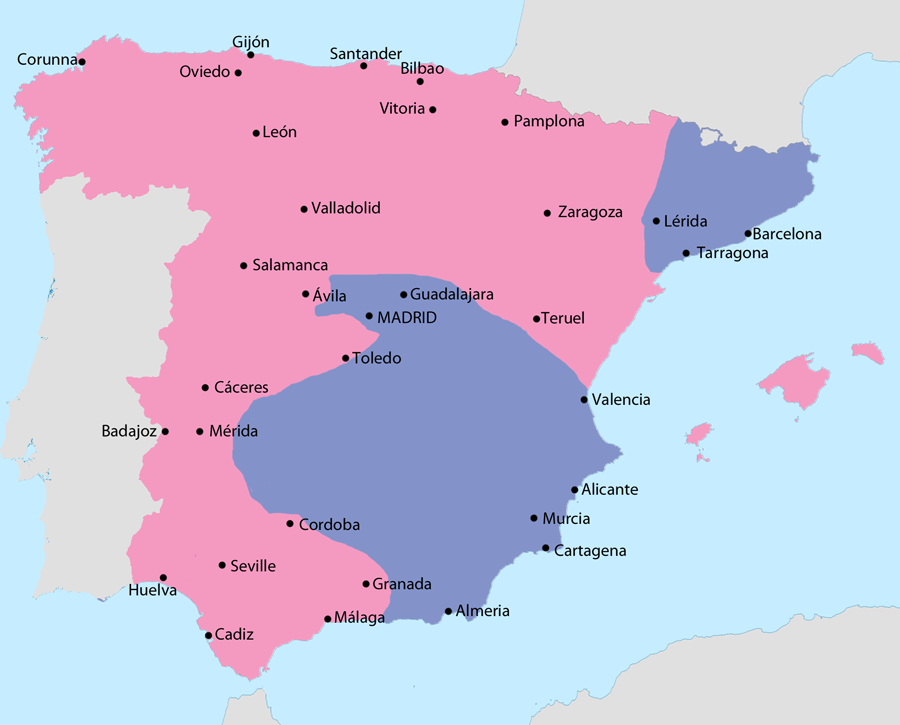
Іспанія у липні 1938 року:
Націоналісти
Республіканці

Битва за Теруель стала важливим протистоянням. Місто, яке раніше належало націоналістам, було захоплене республіканцями в січні. Франкістські війська розпочали наступ і до 22 лютого повернули місто, але Франко був змушений значною мірою покладатися на німецьку та італійську підтримку з повітря.
7 березня націоналісти розпочали Арагонський наступ і до 14 квітня вийшли до Середземного моря, розрізавши утримувану республіканцями частину Іспанії навпіл. У травні республіканський уряд спробував домогтися миру, але Франко зажадав беззастережної капітуляції, і війна продовжилася. У липні армія націоналістів просунулася на південь від Теруеля і уздовж узбережжя до столиці республіки Валенсії, але була зупинена у важких боях уздовж лінії XYZ — системи укріплень, що захищала Валенсію.
Тоді республіканський уряд розпочав тотальну кампанію з відновлення своєї території в битві на Ебро, що тривала з 24 липня по 26 листопада, де командування взяв на себе особисто Франко. Кампанія була невдалою і була підірвана угодою, підписаною в Мюнхені між Гітлером і Чемберленом. Мюнхенська угода фактично спричинила падіння морального духу республіканців, поклавши край їхньої надії на антифашистський союз із західними державами. Відступ з Ебро практично визначив результат війни. За вісім днів до нового року Франко кинув величезні сили на вторгнення в Каталонію.

### 1939

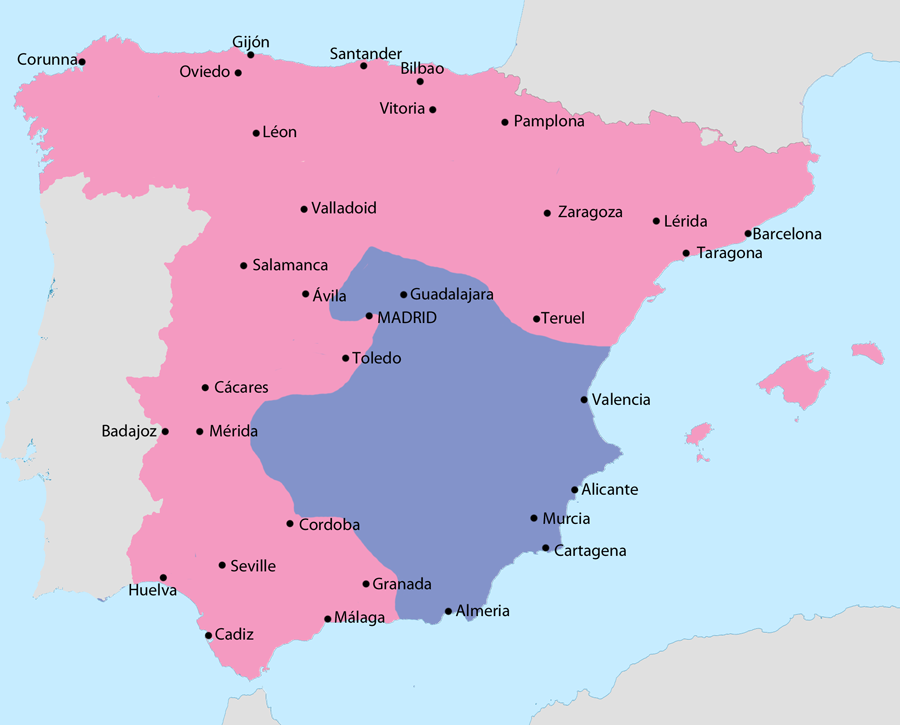
Іспанія у лютому 1939 року:
Націоналісти
Республіканці

Протягом перших двох місяців 1939 року війська Франко в ході стрімкої кампанії захопили Каталонію. 15 січня впала Таррагона, за нею 26 січня — Барселона, а 2 лютого — Жирона. 27 лютого Велика Британія та Франція визнали режим Франко.
За республіканськими силами залишався лише Мадрид та кілька інших опорних пунктів. 5 березня 1939 року республіканська армія на чолі з полковником Сегісмундо Касадо та політиком Хуліаном Бестейро повстала проти прем'єр-міністра Хуана Негріна і сформувала Раду національної оборони (РНО) для ведення мирних переговорів. 6 березня Негрін втік до Франції, але комуністичні війська навколо Мадрида повстали проти хунти, розпочавши коротку громадянську війну всередині громадянської війни. Касадо переміг їх і розпочав мирні переговори з націоналістами, але Франко відмовився прийняти щось інше, окрім беззастережної капітуляції.
26 березня націоналісти розпочали загальний наступ, 28 березня націоналісти зайняли Мадрид, а до 31 березня контролювали всю територію Іспанії. Франко проголосив перемогу в радіозверненні, яке вийшло в ефір 1 квітня, коли здалися останні республіканські війська.

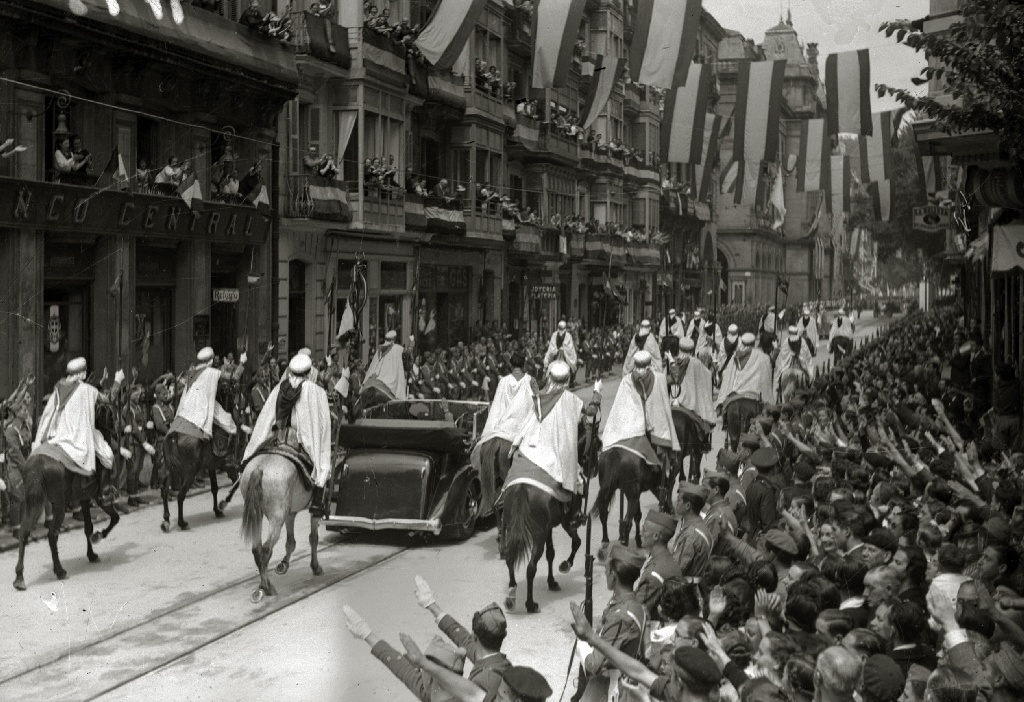
Прибуття Франко до Сан-Себастьяна, 1939 рік

Після закінчення війни відбулися жорстокі репресії проти колишніх ворогів Франко. Тисячі республіканців були ув'язнені і щонайменше 30 000 страчені. Інші оцінки цих смертей коливаються від 50 000 до 200 000, залежно від того, які смерті враховувати. Багато інших були залучені до примусової праці: будували залізниці, осушували болота, викопували канали.

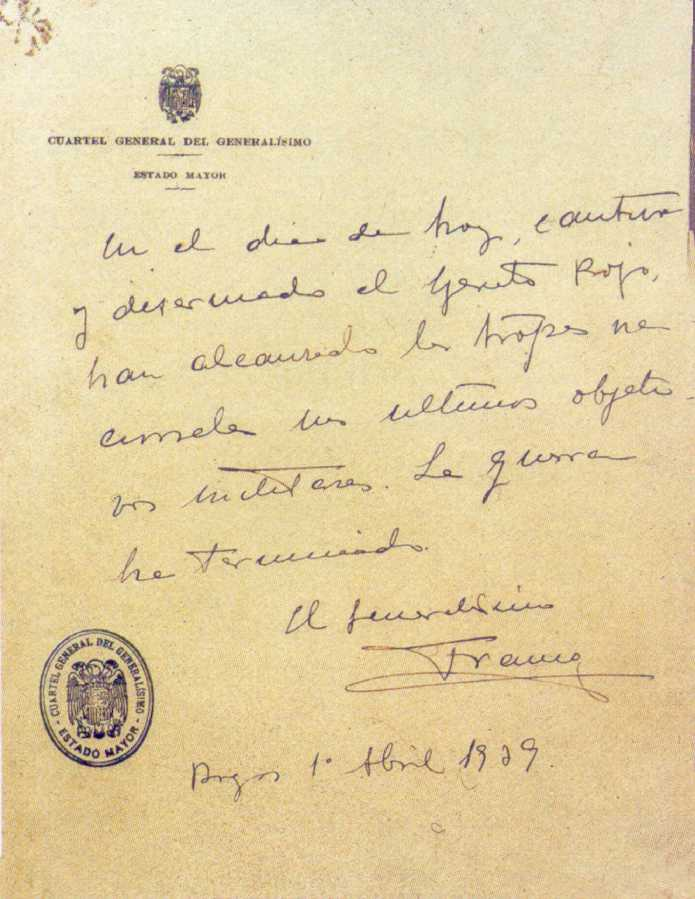
Оголошення Франко про кінець війни

Сотні тисяч республіканців втекли за кордон, з них близько 500 000 — до Франції. Біженців розмістили в французьких таборах для інтернованих, таких як табір Гюрс або табір Верне, де в жалюгідних умовах перебували 12 000 республіканців. Чилійський поет і політик Пабло Неруда, який тоді перебував на посаді консула в Парижі організував імміграцію до Чилі 2200 республіканських вигнанців у Франції на кораблі «Вінніпег».
З 17 000 біженців, розміщених у Гюрсі, фермерам та іншим особам, які не змогли знайти роботу та інші зв'язки у Франції, Третя республіка, за згодою з франкістським урядом, запропонувала повернутися до Іспанії. Переважна більшість так і зробила і була передана франкістській владі в Іруні. Звідти їх перевели до табору Міранда-де-Ебро для «очищення» відповідно до Закону про політичну відповідальність. Після проголошення маршалом Філіпом Петеном режиму Віші біженці стали політичними в'язнями, а французька поліція спробувала провести облави на тих, кого звільнили з табору. Разом з іншими «небажаними» особами іспанців відправили до табору для інтернованих у Дрансі, а потім депортували до нацистської Німеччини. В концтаборі Маутгаузен загинули близько 5000 іспанців.
Після офіційного завершення війни іспанські макі вели партизанську війну на нерегулярній основі аж до 1950-х років, поступово зменшуючись через військові поразки та мізерну підтримку з боку виснаженого населення. 1944 року група республіканців-ветеранів, які також воювали у французькому русі опору проти нацистів, вторглася у Баль-д'Аран на північному заході Каталонії, але через 10 днів зазнала поразки. На думку деяких дослідників, громадянська війна в Іспанії тривала до 1952 року; до 1939 року це була «звичайна громадянська війна», а згодом перетворилася на «нерегулярну громадянську війну».

## Пам'ять
Франсіско Франко створив Долину загиблих для поховання загиблих під час громадянської війни.

## Нотатки
1. ↑  Також відома як Хрестовий похід (іспанська La Cruzada) або Революція (іспанська La Revolución) серед націоналістів, Четверта Карлістська війна (іспанська Cuarta Guerra Carlista) серед карлістів, та Повстання (іспанська La Rebelión) або Бунт (іспанська La Sublevación) серед республіканців.
2. ↑  Вествелл (2004) дає цифру в 500 мільйон рейхсмарок.